# Angiosperm Phylogeny Website
Angiosperm Phylogeny Website (sigles APW o APWeb) és un lloc web dedicat a la filogènia i classificació de les plantes amb flors (angiospermes). Va ser creat l'any 2001 pel taxonomista P. F. Stevens, qui després va esdevenir un dels integrants del sistema de classificació APG II, i el 2003 tenia el mateix sistema de classificació que l'APG II, però amb el pas de les publicacions que anaven ubicant tàxons que a l'APG II quedaren sense ubicar, i en re-ubicar-ne d'altres, va anar diferint lleument del sistema de classificació APG II. Actualment se'l pot considerar el sistema de classificació més actualitzat de les angiospermes.

## Taxonomia
Fins a la classe:
- Monilophyta (falgueres en sentit ampli)
- Spermatophyta
  - Gymnospermae
    - Cycadales
    - Ginkgoales
    - Pinales
    - Gnetales

  - Angiospermae

### Angiospermes
Ordres, famílies i gèneres d'angiospermes (a 5 de maig de 2008):
- (sense nom)
  - (sense nom)
    - Amborellales
      - Amborellaceae
        - Amborella
          - Amborella trichopoda

- (sense nom)
  - (sense nom)
    - Nymphaeales
      - Hydatellaceae
        - Hydatella Diels
        - Trithuria Hook.f.

      - Cabombaceae
        - Brasenia Schreb.
        - Cabomba Aubl.

      - Nymphaeaceae
        - Barclaya Wall.
        - Euryale Salisb.
        - Hydrostemma Wall. = Barclaya Wall.
        - Nuphar  Sm.
        - Nymphaea  L.
        - Ondinea  Hartog
        - Victoria Lindl.

- (sense nom)
  - (sense nom)
    - Austrobaileyales
      - Austrobaileyaceae
        - Austrobaileya

      - Illiciaceae
        - Illicium
        - Schisandra
        - Kadsura

      - Trimeniaceae
        - Piptocalyx Oliv. ex Benth. = Trimenia Seem.
        - Trimenia Seem.

- (sense nom)
  - (sense nom)
    - Ceratophyllales
      - Ceratophyllaceae
        - Ceratophyllum L.

### Angiospermes magnòlides
- (sense nom)
  - Magnoliidae
    - Chloranthales
      - Chloranthaceae
        - Ascarina J.R.Forst. & G.Forst.
        - Ascarinopsis Humbert & Capuron = Ascarina J.R.Forst. & G.Forst.
        - Chloranthus Sw.
        - Hedyosmum Sw.
        - Sarcandra Gardner

    - Magnoliales
      - Myristicaceae
        - Brochoneura Warb.
        - Cephalosphaera Warb.
        - Coelocaryon Warb.
        - Compsoneura (DC.) Warb.
        - Dialyanthera Warb. = Otoba (DC.) H.Karst.
        - Endocomia W.J.de Wilde
        - Gymnacranthera Warb.
        - Haematodendron Capuron
        - Horsfieldia Willd.
        - Iryanthera Warb.
        - Knema Lour.
        - Maloutchia Warb.
        - Myristica Gronov.
        - Ochocoa Pierre = Scyphocephalium Warb.
        - Osteophloeum Warb.
        - Otoba (DC.) H.Karst.
        - Pycnanthus Warb.
        - Scyphocephalium Warb.
        - Staudtia Warb.
        - Virola Aubl.

      - Magnoliaceae
        - Alcimandra Dandy = Magnolia L.
        - Aromadendron Blume = Magnolia L.
        - Dugandiodendron Lozano = Magnolia L.
        - Liriodendron L.
        - Magnolia L.
        - Manglietiastrum Y.W.Law = Magnolia L.
        - Parakmeria Hu & W.C.Cheng = Magnolia L.
        - Paramichelia Hu = Michelia L.
        - Talauma Juss. = Magnolia L.
        - Tsoongiodendron Chun = Michelia L.

      - Degeneriaceae
        - Degeneria I.W.Bailey & A.C.Sm.

      - Himantandraceae
        - Galbulimima F.M.Bailey
        - Himantandra F.Muell. ex Diels = Galbulimima F.M.Bailey

      - Eupomatiaceae
        - Eupomatia R.Br.

      - Annonaceae
        - Aberemoa Aubl. = Guatteria Ruiz & Pav.
        - Afroguatteria Boutique
        - Alcmene Urb. = Duguetia A.St.-Hil.
        - Alphonsea Hook.f. & Thomson
        - Alphonseopsis Baker f. = Polyceratocarpus Engl. & Diels
        - Ambavia Le Thomas
        - Anaxagorea A.St.-Hil.
        - Ancana F.Muell.
        - Annickia Setten & Maas
        - Annona L.
        - Anomianthus Zoll.
        - Anonidium Engl. & Diels
        - Ararocarpus Scheff. = Meiogyne Miq.
        - Armenteria Thouars ex Baill. = Uvaria L.
        - Artabotrys R.Br.
        - Asimia Kunth (SUO) = Asimina Adans.
        - Asimina Adans.
        - Asteranthe Engl. & Diels
        - Asteranthopsis Kuntze = Asteranthe Engl. & Diels
        - Atopostema Boutique = Monanthotaxis Baill.
        - Atrutegia Bedd. = Goniothalamus (Blume) Hook.f. & Thomson
        - Balonga Le Thomas
        - Beccariodendron Warb. = Goniothalamus (Blume) Hook.f. & Thomson
        - Bocagea A.St.-Hil.
        - Bocageopsis R.E.Fr.
        - Boutiquea Le Thomas
        - Brieya De Wild. = Piptostigma Oliv.
        - Cananga (DC.) Hook.f. & Thomson
        - Cananga Aubl. (SUH) = Guatteria Ruiz & Pav.
        - Canangium Baill. (SUS) = Cananga (DC.) Hook.f. & Thomson
        - Cardiopetalum Schltdl.
        - Chieniodendron Tsiang & P.T.Li
        - Clathrospermum Planch. ex Benth. = Monanthotaxis Baill.
        - Cleistochlamys Oliv.
        - Cleistopholis Pierre ex Engl.
        - Coelocline A.DC. = Xylopia L.
        - Cremastosperma R.E.Fr.
        - Cyathocalyx Champ. ex Hook.f. & Thomson
        - Cyathostemma Griff.
        - Cymbopetalum Benth.
        - Dasoclema J.Sinclair
        - Dasymaschalon (Hook.f. & Thomson) Dalla Torre & Harms
        - Deeringothamnus Small
        - Dendrokingstonia Rauschert
        - Dennettia Baker f.
        - Desmopsis Saff.
        - Desmos Lour.
        - Diclinanona Diels
        - Dielsina Kuntze = Polyceratocarpus Engl. & Diels
        - Dielsiothamnus R.E.Fr.
        - Disepalum Hook.f.
        - Drepananthus Maingay ex Hook.f. = Cyathocalyx Champ. ex Hook.f. & Thomson
        - Duckeanthus R.E.Fr.
        - Duguetia A.St.-Hil.
        - Eburopetalum Becc. = Anaxagorea A.St.-Hil.
        - Ellipeia Hook.f. & Thomson
        - Ellipeiopsis R.E.Fr.
        - Enantia Oliv. (SUH) = Annickia Setten & Maas
        - Enicosanthellum Ban = Disepalum Hook.f.
        - Enicosanthum Becc.
        - Enneastemon Exell = Monanthotaxis Baill.
        - Ephedranthus S.Moore
        - Exellia Boutique
        - Fenerivia Diels = Polyalthia Blume
        - Fissistigma Griff.
        - Fitzalania F.Muell.
        - Fitzgeraldia F.Muell. = Cananga (DC.) Hook.f. & Thomson
        - Friesodielsia Steenis
        - Froesiodendron R.E.Fr.
        - Fusaea (Baill.) Saff.
        - Geanthemum (R.E.Fr.) Saff. = Duguetia A.St.-Hil.
        - Gilbertiella Boutique
        - Goniothalamus (Blume) Hook.f. & Thomson
        - Greenwayodendron Verdc.
        - Griffithia Maingay ex King (SUH) = Enicosanthum Becc.
        - Griffithianthus Merr. = Enicosanthum Becc.
        - Guamia Merr.
        - Guanabanus Mill. = Annona L.
        - Guatteria Ruiz & Pav.
        - Guatteriella R.E.Fr.
        - Guatteriopsis R.E.Fr.
        - Habzelia A.DC. = Xylopia L.
        - Haplostichanthus F.Muell.
        - Henicosanthum Dalla Torre & Harms (SUO) = Enicosanthum Becc.
        - Heteropetalum Benth.
        - Hexalobus A.DC.
        - Hornschuchia Nees
        - Hyalostemma Wall. ex Meisn. = Miliusa Lesch. ex A.DC.
        - Isolona Engl.
        - Kentia Blume (SUH) = Mitrella Miq.
        - Kinginda Kuntze = Mitrephora (Blume) Hook.f. & Thomson
        - Kingstonia Hook.f. & Thomson =  Dendrokingstonia Rauschert
        - Letestudoxa Pellegr.
        - Lettowianthus Diels
        - Lonchomera Hook.f. & Thomson = Mezzettia Becc.
        - Macania Blanco = Platymitra Boerl.
        - Malmea R.E.Fr.
        - Marcuccia Becc. = Enicosanthum Becc.
        - Marenteria Thouars = Uvaria L.
        - Marsypopetalum Scheff.
        - Meiocarpidium Engl. & Diels
        - Meiogyne Miq.
        - Melodorum (Dunal) Hook.f. & Thomson (SUH) = Fissistigma Griff.
        - Melodorum Lour.
        - Mezzettia Becc.
        - Mezzettiopsis Ridl.
        - Miliusa Lesch. ex A.DC.
        - Mischogyne Exell
        - Mitrella Miq.
        - Mitrephora (Blume) Hook.f. & Thomson
        - Mkilua Verdc.
        - Monanthotaxis Baill.
        - Monocarpia Miq.
        - Monocyclanthus Keay
        - Monodora Dunal
        - Monoon Miq. = Polyalthia Blume
        - Mosenodendron R.E.Fr. = Hornschuchia Nees
        - Narum Adans. = Uvaria L.
        - Naruma Raf. = Uvaria L.
        - Neo-Uvaria Airy Shaw
        - Neostenanthera Exell
        - Oncodostigma Diels
        - Onychopetalum R.E.Fr.
        - Ophrypetalum Diels
        - Orchidocarpum Michx. = Asimina Adans.
        - Oreomitra Diels
        - Orophea Blume
        - Oxandra A.Rich.
        - Oxymitra (Blume) Hook.f. & Thomson (SUH) = Friesodielsia Steenis
        - Pachypodanthium Engl. & Diels
        - Papualthia Diels
        - Parabotrys Mull.Hal. (SUO) = Xylopia L.
        - Parartabotrys Miq. = Xylopia L.
        - Patonia Wight = Xylopia L.
        - Petalolophus K.Schum.
        - Phaeanthus Hook.f. & Thomson
        - Phoenicanthus Alston
        - Piptostigma Oliv.
        - Pityothamnus Small = Asimina Adans.
        - Platymitra Boerl.
        - Pleuripetalum T.Durand (SUS) = Anaxagorea A.St.-Hil.
        - Polyalthia Blume
        - Polyaulax Backer
        - Polyceratocarpus Engl. & Diels
        - Popowia Endl.
        - Porcelia Ruiz & Pav.
        - Pseudannona (Baill.) Saff. = Xylopia L.
        - Pseudartabotrys Pellegr.
        - Pseudephedranthus Aristeg.
        - Pseudoxandra R.E.Fr.
        - Pseuduvaria Miq.
        - Pyragma Noronha = Uvaria L.
        - Pyramidanthe Miq.
        - Raimondia Saff.
        - Rauwenhoffia Scheff. = Melodorum Lour.
        - Reedrollinsia J.W.Walker = Stenanona Standl.
        - Rhopalocarpus Teijsm. & Binn. ex Miq. (SUH) = Anaxagorea A.St.-Hil.
        - Richella A.Gray
        - Rollinia A.St.-Hil.
        - Rolliniopsis Saff. = Rollinia A.St.-Hil.
        - Ropalopetalum Griff. = Artabotrys R.Br.
        - Ruizodendron R.E.Fr.
        - Saccopetalum Benn. = Miliusa Lesch. ex A.DC.
        - Sageraea Dalzell
        - Sapranthus Seem.
        - Schefferomitra Diels
        - Schnittspahnia Rchb. = Mitrella Miq.
        - Soala Blanco = Cyathocalyx Champ. ex Hook.f. & Thomson
        - Sphaerocoryne (Boerl.) Scheff. ex Ridl.
        - Sphaerothalamus Hook.f. = Polyalthia Blume
        - Stelechocarpus Hook.f. & Thomson
        - Stenanona Standl.
        - Stenanthera Engl. & Diels = Neostenanthera Exell
        - Stormia S.Moore = Cardiopetalum Schltdl.
        - Tetrameranthus R.E.Fr.
        - Tetrapetalum Miq.
        - Tetrastemma Diels ex H.Winkl. = Uvariopsis Engl.
        - Thonnera De Wild. = Uvariopsis Engl.
        - Toussaintia Boutique
        - Tridimeris Baill.
        - Trigynaea Schltdl.
        - Trigyneia Rchb. (SUO) = Trigynaea Schltdl.
        - Trivalvaria (Miq.) Miq.
        - Unona L.f. = Xylopia L.
        - Unonopsis R.E.Fr.
        - Uva Kuntze = Uvaria L.
        - Uvaria L.
        - Uvariastrum Engl.
        - Uvariella Ridl. = Uvaria L.
        - Uvariodendron (Engl. & Diels) R.E.Fr.
        - Uvariopsis Engl.
        - Waria Aubl. (SUO) = Uvaria L.
        - Woodiella Merr. = Woodiellantha Rauschert
        - Woodiellantha Rauschert
        - Xylopia L.
        - Xylopiastrum Roberty = Xylopia L.
        - Xylopicron Adans. (SUO) = Xylopia L.
        - Xylopicrum P.Browne = Xylopia L.

    - Laurales
      - Calycanthaceae
        - Calycanthus L.
        - Chimonanthus Lindl.
        - Idiospermum S.T.Blake
        - Sinocalycanthus (W.C.Cheng & S.Y.Chang) W.C.Cheng & S.Y.Chang

      - Siparunaceae
        - Glossocalyx
        - Siparuna

      - Gomortegaceae
        - Gomortega keule

      - Atherospermataceae
        - Atherosperma
        - Daphnandra
        - Doryphora
        - Dryadodaphne
        - Laurelia
        - Nemuaron

      - Monimiaceae
        - Anthobembix
        - Austromatthaea
        - Carnegieodoxa
        - Decarydendron
        - Ephippiandra
        - Faika
        - Hedycarya
        - Hedycaryopsis
        - Hennecartia
        - Hortonia
        - Kairoa
        - Kibara
        - Kibaropsis
        - Lauterbachia
        - Levieria
        - Macropeplus
        - Macrotorus
        - Matthaea
        - Mollinedia
        - Monimia
        - Palmeria
        - Parakibara
        - Peumus
        - Phanerogonocarpus
        - Schrameckia
        - Steganthera
        - Tambourissa
        - Tetrasynandra
        - Wilkiea
        - Xymalos

      - Hernandiaceae
        - Corysadenia Griff. = Illigera Blume
        - Coryzadenia Griff. = Illigera Blume
        - Gronovia Blanco (SUH) = Illigera Blume
        - Gyrocarpus Jacq.
        - Hazomalamia Capuron = Hernandia L.
        - Henschelia C.Presl = Illigera Blume
        - Hernandia L.
        - Hernandiopsis Meisn. = Hernandia L.
        - Hertelia Neck. (SUI) = Hernandia L.
        - Illigera Blume
        - Sparattanthelium Mart.
        - Valvanthera C.T.White = Hernandia L.

      - Lauraceae
        - Acrodiclidium Nees & Mart. = Licaria  Aubl.
        - Actinodaphne Nees
        - Aiouea Aubl.
        - Alseodaphne Nees
        - Ampelodaphne Meisn. = Endlicheria Nees
        - Anaueria Kosterm. = Beilschmiedia Nees
        - Aniba Aubl.
        - Apollonias Nees
        - Aspidostemon Rohwer & H.G.Richt.
        - Aydendron Nees = Aniba Aubl.
        - Beilschmiedia Nees
        - Bellota Gay = Ocotea Aubl.
        - Bernieria Baill. = Beilschmiedia Nees
        - Brassiodendron C.K.Allen = Endiandra R.Br.
        - Bryantea Raf. =  Neolitsea (Benth.) Merr.
        - Caryodaphne Blume ex Nees = Cryptocarya R.Br.
        - Caryodaphnopsis Airy Shaw
        - Cassytha L.
        - Chanekia Lundell = Licaria Aubl.
        - Chlorocardium Rohwer, H.G.Richt. & van der Werff
        - Cinnadenia Kosterm.
        - Cinnamomum Schaeff.
        - Clinostemon Kuhlm. & Samp. = Licaria Aubl.
        - Cryptocarya R.Br.
        - Cyanodaphne Blume = Dehaasia Blume
        - Dahlgrenodendron J.J.M.van der Merwe & A.E.van Wyk = Cryptocarya R.Br.
        - Daphnidium Nees = Lindera Thunb.
        - Dehaasia Blume
        - Dicypellium Nees & Mart.
        - Dodecadenia Nees
        - Endiandra R.Br.
        - Endlicheria Nees
        - Eusideroxylon Teijsm. & Binn.
        - Goeppertia Nees = Endlicheria Nees
        - Hexapora Hook.f. = Micropora Hook.f.
        - Huberodaphne Ducke = Endlicheria Nees
        - Hufelandia Nees = Beilschmiedia Nees
        - Hypodaphnis Stapf
        - Icosandra Phil. = Cryptocarya R.Br.
        - Iteadaphne Blume = Lindera Thunb.
        - Kubitzkia van der Werff
        - Lauromerrillia C.K.Allen = Beilschmiedia Nees
        - Laurus L.
        - Licaria Aubl.
        - Lindera Thunb.
        - Litsea Lam.
        - Machilus Nees = Persea Mill.
        - Massoia Becc. = Cryptocarya R.Br.
        - Mespilodaphne Nees = Ocotea Aubl.
        - Mezilaurus Kuntze ex Taub.
        - Micropora Hook.f.
        - Misanteca Schltdl. & Cham. =  Licaria Aubl.
        - Nectandra Rol. ex Rottb.
        - Neocinnamomum H.Liu
        - Neolitsea (Benth.) Merr.
        - Nesodaphne Hook.f. = Beilschmiedia Nees
        - Nobeliodendron O.C.Schmidt =  Licaria Aubl.
        - Nothaphoebe Blume
        - Ocotea Aubl.
        - Oreodaphne Nees & Mart. = Ocotea Aubl.
        - Parabenzoin Nakai = Lindera Thunb.
        - Paraia Rohwer, H.G.Richt. & van der Werff
        - Parasassafras D.G.Long
        - Persea Mill.
        - Phoebe Nees
        - Phyllostemonodaphne Kosterm.
        - Pleurothyrium Nees
        - Potameia Thouars
        - Potoxylon Kosterm.
        - Povedadaphne W.C.Burger = Ocotea Aubl.
        - Pseudocryptocarya Teschner = Cryptocarya R.Br.
        - Pseudosassafras Lecomte = Sassafras Nees
        - Ravensara Sonn.
        - Rhodostemonodaphne Rohwer & Kubitzki
        - Sassafras Nees
        - Sassafridium Meisn. = Cinnamomum Schaeff.
        - Sciadiodaphne Rchb. = Umbellularia (Nees) Nutt.
        - Silvia Allemao (SUH) = Mezilaurus Kuntze ex Taub.
        - Sinosassafras H.W.Li
        - Stemmatodaphne Gamble = Alseodaphne Nees
        - Syndiclis Hook.f. = Potameia Thouars
        - Temmodaphne Kosterm.
        - Tetranthera Jacq. = Litsea Lam.
        - Thouvenotia Danguy = Beilschmiedia Nees
        - Triadodaphne Kosterm.
        - Tylostemon Engl. = Beilschmiedia Nees
        - Umbellularia (Nees) Nutt.
        - Urbanodendron Mez
        - Williamodendron Kubitzki & H.G.Richt.

    - Canellales
      - Canellaceae
        - Canella P.Browne
        - Capsicodendron Hoehne
        - Cinnamodendron Endl.
        - Cinnamosma Baill.
        - Pleodendron Tiegh.
        - Warburgia Engl.

      - Winteraceae
        - Belliolum Tiegh. = Zygogynum Baill.
        - Bubbia Tiegh. = Zygogynum Baill.
        - Drimys J.R.Forst. & G.Forst.
        - Exospermum Tiegh. =  Zygogynum Baill.
        - Pseudowintera Dandy
        - Sarcodrimys (Baill.) Baum.-Bod. (SUI) =  Zygogynum Baill.
        - Takhtajania Baranova & J.-F.Leroy
        - Tasmannia DC. = Drimys J.R.Forst. & G.Forst.
        - Tetrathalamus Lauterb. = Zygogynum Baill.
        - Wintera G.Forst. (SUH) = Pseudowintera Dandy
        - Wintera Murray (SUS) = Drimys J.R.Forst. & G.Forst.
        - Zygogynum Baill.

    - Piperales
      - Hydnoraceae
        - Hydnora Thunb.
        - Prosopanche de Bary

      - Aristolochiaceae
        - Apama Lam. = Thottea  Rottb.
        - Aristolochia L.
        - Asarum L.
        - Asiphonia Griff. = Thottea Rottb.
        - Bragantia Lour. (SUH) = Thottea Rottb.
        - Ceramium Blume =  Thottea Rottb.
        - Cyclodiscus Klotzsch = Thottea Rottb.
        - Euglypha Chodat & Hassl.
        - Heterotropa C.Morren & Decne. =  Asarum L.
        - Hexastylis Raf. = Asarum L.
        - Holostylis Duch.
        - Isotrema Raf.
        - Lobbia Planch. = Thottea Rottb.
        - Pararistolochia Hutch. & Dalziel
        - Saruma Oliv.
        - Strakaea C.Presl = Thottea Rottb.
        - Thottea Rottb.
        - Trimeriza Lindl. =  Thottea Rottb.

      - Piperaceae
        - Anderssoniopiper Trel. =  Piper L.
        - Arctottonia Trel.
        - Discipiper Trel. & Stehle = Piper L.
        - Lepianthes Raf. = Piper L.
        - Lindeniopiper Trel. = Piper L.
        - Macropiper Miq.
        - Manekia Trel.
        - Ottonia Spreng. = Piper L.
        - Peperomia Ruiz & Pav.
        - Piper L.
        - Piperanthera C.DC. = Peperomia Ruiz & Pav.
        - Pleistachyopiper Trel. = Piper L.
        - Pothomorphe Miq.
        - Sarcorhachis Trel.
        - Trianaeopiper Trel.

      - Saururaceae
        - Anemopsis Hook. & Arn.
        - Circaeocarpus C.Y.Wu
        - Gymnotheca Decne.
        - Houttuynia Thunb.
        - Neobiondia Pamp. = Saururus L.
        - Saururus L.

### Angiospermes eudicotiledònies
- Eudicotyledoneae (s'ubicaria en la categoria classe)
  - (sense nom)
    - Ranunculales
      - Eupteleaceae
        - Euptelea Siebold & Zucc.

      - Papaveraceae (incl. Fumarioideae, Papaveroideae, Pteridophylloideae)
        - Pteridophyllum
          - Pteridophyllum racemosum

        - Adlumia Raf. ex DC.
        - Arctomecon Torr. & Frem.
        - Argemone L.
        - Bocconia L.
        - Canbya Parry ex A.Gray
        - Capnoides Mill.
        - Cathcartia Hook.f. = Meconopsis R.Vig.
        - Ceratocapnos Durieu
        - Chelidonium L.
        - Chiazospermum Bernh. = Hypecoum L.
        - Coreanomecon Nakai = Chelidonium L.
        - Corydalis DC.
        - Cryptocapnos Rech.f.
        - Cumminsia King ex Prain (SUI) = Meconopsis R.Vig.
        - Cysticapnos Mill.
        - Cysticorydalis Fedde ex Ikonn. = Corydalis DC.
        - Dactylicapnos Wall.
        - Dactyliocapnos Spreng. (SUO) = Dicentra Borkh. ex Bernh.
        - Dendromecon Benth.
        - Dicentra Borkh. ex Bernh.
        - Dicranostigma Hook.f. & Thomson
        - Discocapnos Cham. & Schltdl.
        - Dissosperma Sojak = Corydalis DC.
        - Eomecon Hance
        - Eschholtzia Rchb. (SUO) = Eschscholzia Cham.
        - Escholtzia Dumort. (SUO) = Eschscholzia Cham.
        - Eschscholtzia Bernh. (SUO) = Eschscholzia Cham.
        - Eschscholzia Cham.
        - Fumaria L.
        - Fumariola Korsh.
        - Glaucium Mill.
        - Hesperomecon Greene
        - Hunnemannia Sweet
        - Hylomecon Maxim.
        - Hypecoum L.
        - Macleaya R.Br.
        - Meconella Nutt.
        - Meconopsis R.Vig.
        - Papaver L.
        - Petromecon Greene = Eschscholzia Cham.
        - Phacocapnos Bernh. = Cysticapnos Mill.
        - Platycapnos (DC.) Bernh.
        - Platystemon Benth.
        - Platystigma Benth. = Meconella Nutt.
        - Pseudofumaria Medik.
        - Pteridophyllum Siebold & Zucc.
        - Roborowskia Batalin = Corydalis DC.
        - Roemeria Medik.
        - Romneya Harv.
        - Rupicapnos Pomel
        - Sanguinaria L.
        - Sarcocapnos DC.
        - Stylomecon G.Taylor
        - Stylophorum Nutt.
        - Trigonocapnos Schltr.
        - (faltan géneros de Fumarioideae)

      - Circaeasteraceae
        - Circaeaster Maxim.
        - Kingdonia Balf.f. & W.W.Sm.

      - Lardizabalaceae
        - Akebia Decne.
        - Boquila Decne.
        - Decaisnea Hook.f. & Thomson
        - Holboellia Wall.
        - Lardizabala Ruiz & Pav.
        - Parvatia Decne.
        - Sargentodoxa Rehder & E.H.Wilson
        - Sinofranchetia (Diels) Hemsl.
        - Stauntonia DC.

      - Menispermaceae
        - Abuta Aubl.
        - Adeliopsis Benth. = Hypserpa Miers
        - Albertisia Becc.
        - Anamirta Colebr.
        - Anisocycla Baill.
        - Anomospermum Miers
        - Antizoma Miers
        - Arcangelisia Becc.
        - Aspidocarya Hook.f. & Thomson
        - Batania Hatus. = Pycnarrhena Miers ex Hook.f. & Thomson
        - Beirnaertia Louis ex Troupin
        - Borismene Barneby
        - Burasaia Thouars
        - Calycocarpum Nutt. ex Spach
        - Carronia F.Muell.
        - Caryomene Barneby & Krukoff
        - Chasmanthera Hochst.
        - Chlaenandra Miq.
        - Chondrodendron Ruiz & Pav.
        - Cionomene Krukoff
        - Cissampelos L.
        - Cocculus DC.
        - Coscinium Colebr.
        - Curarea Barneby & Krukoff
        - Cyclea Arn. ex Wight
        - Desmonema Miers = Tinospora Miers
        - Dialytheca Exell & Mendonca
        - Dioscoreophyllum Engl.
        - Diploclisia Miers
        - Disciphania Eichler
        - Echinostephia (Diels) Domin
        - Elephantomene Barneby & Krukoff
        - Eleutharrhena Forman
        - Elissarrhena Miers = Anomospermum Miers
        - Epinetrum Hiern = Albertisia Becc.
        - Fawcettia F.Muell. = Tinospora Miers
        - Fibraurea Lour.
        - Gamopoda Baker = Rhaptonema Miers
        - Glossopholis Pierre = Tiliacora Colebr.
        - Haematocarpus Miers
        - Hyalosepalum Troupin = Tinospora Miers
        - Hyperbaena Miers ex Benth.
        - Hypserpa Miers
        - Jateorhiza Miers
        - Kolobopetalum Engl.
        - Legnephora Miers
        - Leptoterantha Louis ex Troupin
        - Limacia Lour.
        - Limaciopsis Engl.
        - Macrococculus Becc.
        - Menispermum L.
        - Miersiophyton Engl. = Rhigiocarya Miers
        - Odontocarya Miers
        - Orthogynium Baill.
        - Orthomene Barneby & Krukoff
        - Pachygone Miers
        - Parabaena Miers
        - Parapachygone Forman
        - Penianthus Miers
        - Pericampylus Miers
        - Perichasma Miers = Stephania Lour.
        - Platytinospora (Engl.) Diels
        - Pleogyne Miers
        - Pycnarrhena Miers ex Hook.f. & Thomson
        - Pycnostylis Pierre = Triclisia Benth.
        - Rameya Baill. = Triclisia Benth.
        - Rhaptonema Miers
        - Rhigiocarya Miers
        - Sarcolophium Troupin
        - Sarcopetalum F.Muell.
        - Sciadotenia Miers
        - Sinomenium Diels
        - Somphoxylon Eichler = Odontocarya Miers
        - Sphenocentrum Pierre
        - Spirospermum Thouars
        - Stephania Lour.
        - Strychnopsis Baill.
        - Synandropus A.C.Sm.
        - Synclisia Benth.
        - Syntriandrium Engl.
        - Syrrheonema Miers
        - Taubertia K.Schum. ex Taub. = Disciphania Eichler
        - Telitoxicum Moldenke
        - Tiliacora Colebr.
        - Tinomiscium Miers ex Hook.f. & Thomson
        - Tinospora Miers
        - Triclisia Benth.
        - Tripodandra Baill. = Rhaptonema Miers
        - Tylopetalum Barneby & Krukoff = Sciadotenia Miers
        - Ungulipetalum Moldenke
        - Zenkerophytum Engl. ex Diels = Syrrheonema Miers

      - Berberidaceae
        - Aceranthus C.Morren & Decne.
        - Achlys DC.
        - Berberis L.
        - Bongardia C.A.Mey.
        - Caulophyllum Michx.
        - Diphylleia Michx.
        - Dysosma Woodson
        - Epimedium L.
        - Gymnospermium Spach
        - Jeffersonia Barton
        - Leontice L.
        - Mahonia Nutt.
        - Nandina Thunb.
        - Plagiorhegma Maxim.
        - Podophyllum L.
        - Ranzania T.Ito
        - Sinopodophyllum T.S.Ying
        - Vancouveria C.Morren & Decne.

      - Ranunculaceae
        - Aconitum L.
        - Actaea L.
        - Adonis L.
        - Alexeya Pachom. = Paraquilegia J.R.Drumm. & Hutch.
        - Anemoclema (Franch.) W.T.Wang
        - Anemone L.
        - Anemonella Spach
        - Anemonidium (Spach) A.Love & D.Love = Anemone L.
        - Anemonopsis Siebold & Zucc.
        - Anetilla Galushko = Anemone L.
        - Aphanostemma A.St.-Hil. = Ranunculus L.
        - Aquilegia L.
        - Archiclematis (Tamura) Tamura = Clematis L.
        - Arcteranthis Greene = Ranunculus L.
        - Arsenjevia Starod. = Anemone L.
        - Aspidophyllum Ulbr. = Ranunculus L.
        - Asteropyrum J.R.Drumm. & Hutch.
        - Atragene L. = Clematis L.
        - Barneoudia Gay
        - Batrachium (DC.) Gray = Ranunculus L.
        - Beckwithia Jeps. = Ranunculus L.
        - Beesia Balf.f. & W.W.Sm.
        - Calathodes Hook.f. & Thomson
        - Callianthemum C.A.Mey.
        - Caltha L.
        - Capethia Britton = Oreithales Schltdl.
        - Casalea A.St.-Hil. = Ranunculus L.
        - Ceratocephala Moench
        - Ceratocephalus Pers.(SUO) = Ceratocephala Moench
        - Chienia W.T.Wang = Delphinium L.
        - Cimicifuga Wernisch.
        - Clematis L.
        - Clematopsis Bojer ex Hutch. = Clematis L.
        - Consolida Gray
        - Coptis Salisb.
        - Coriflora Weber(SUI) = Clematis L.
        - Cyrtorhyncha Nutt. = Ranunculus L.
        - Delphinium L.
        - Dichocarpum W.T.Wang & P.K.Hsiao
        - Diedropetala Galushko = Delphinium L.
        - Enemion Raf.
        - Eranthis Salisb.
        - Eriocapitella Nakai = Anemone L.
        - Ficaria Schaeff. = Ranunculus L.
        - Gampsoceras Steven = Ranunculus L.
        - Garidella L. = Nigella L.
        - Glaucidium Siebold & Zucc.
        - Halerpestes Greene
        - Hamadryas Comm. ex Juss.
        - Helleborus L.
        - Hepatica Mill.
        - Hydrastis L.
        - Isopyrum L.
        - Jurtsevia A.Love & D.Love = Anemone L.
        - Knowltonia Salisb.
        - Komaroffia Kuntze = Nigella L.
        - Krapfia DC. = Ranunculus L.
        - Kumlienia Greene = Ranunculus L.
        - Laccopetalum Ulbr.
        - Leptopyrum Rchb.
        - Megaleranthis Ohwi = Eranthis Salisb.
        - Metanemone W.T.Wang
        - Miyakea Miyabe & Tatew.
        - Myosurus L.
        - Naravelia Adans.
        - Nigella L.
        - Oreithales Schltdl.
        - Oxygraphis Bunge
        - Paraquilegia J.R.Drumm. & Hutch.
        - Paropyrum Ulbr. = Isopyrum L.
        - Paroxygraphis W.W.Sm.
        - Piuttia Mattei = Thalictrum L.
        - Psychrophila (DC.) Bercht. & J.Presl
        - Pulsatilla Mill.
        - Ranunculus L.
        - Rhopalopodium Ulbr. = Ranunculus L.
        - Schlagintweitiella Ulbr. = Thalictrum L.
        - Semiaquilegia Makino
        - Shibateranthis Nakai = Eranthis Salisb.
        - Souliea Franch.
        - Stipularia Delpino(SUH) = Thalictrum L.
        - Syndesmon (Hoffmanns. ex Endl.) Britton = Anemonella Spach
        - Thalictrum L.
        - Trautvetteria Fisch. & C.A.Mey.
        - Trollius L.
        - Urophysa Ulbr.
        - Viorna Rchb. = Clematis L.
        - Xanthorhiza Marshall

  - (sense nom)
    - Sabiales
      - Sabiaceae
        - Meliosma Blume
        - Ophiocaryon Endl.
        - Sabia Colebr.

  - (sin nombre)
    - Proteales
      - Nelumbonaceae
        - Nelumbo Adans.

      - Platanaceae
        - Platanus L.

      - Proteaceae
        - Adenanthos Labill.
        - Agastachys R.Br.
        - Alloxylon P.H.Weston & Crisp
        - Aulax Bergius
        - Austromuellera C.T.White
        - Banksia L.f.
        - Beauprea Brongn. & Gris
        - Beaupreopsis Virot
        - Bellendena R.Br.
        - Bleasdalea F.Muell. ex Domin
        - Brabejum L.
        - Buckinghamia F.Muell.
        - Cardwellia F.Muell.
        - Carnarvonia F.Muell.
        - Cenarrhenes Labill.
        - Conospermum Sm.
        - Cyanocarpus F.M.Bailey = Helicia Lour.
        - Darlingia F.Muell.
        - Diastella Salisb. ex Knight
        - Dilobeia Thouars
        - Diploptera C.A.Gardner = Strangea Meisn.
        - Dryandra R.Br.
        - Embothrium J.R.Forst. & G.Forst.
        - Euplassa Salisb. ex Knight
        - Faurea Harv.
        - Finschia Warb.
        - Franklandia R.Br.
        - Garnieria Brongn. & Gris
        - Gevuina Molina
        - Grevillea R.Br. ex Knight
        - Hakea Schrad.
        - Helicia Lour.
        - Heliciopsis Sleumer
        - Hicksbeachia F.Muell.
        - Hollandaea F.Muell.
        - Isopogon R.Br. ex Knight
        - Kermadecia Brongn. & Gris
        - Knightia R.Br.
        - Lambertia Sm.
        - Leucadendron R.Br.
        - Leucospermum R.Br.
        - Lomatia R.Br.
        - Macadamia F.Muell.
        - Malagasia L.A.S.Johnson & B.G.Briggs
        - Mimetes Salisb.
        - Musgravea F.Muell.
        - Neorites L.S.Sm.
        - Nivenia R.Br. (SUH) = Paranomus Salisb.
        - Opisthiolepis L.S.Sm.
        - Oreocallis R.Br.
        - Orites R.Br.
        - Orothamnus Pappe ex Hook.
        - Panopsis Salisb. ex Knight
        - Paranomus Salisb.
        - Persoonia Sm.
        - Petrophile R.Br. ex Knight
        - Placospermum C.T.White & W.D.Francis
        - Protea L.
        - Roupala Aubl.
        - Serruria Salisb.
        - Sleumerodendron Virot
        - Sorocephalus R.Br.
        - Spatalla Salisb.
        - Spatallopsis E.Phillips = Spatalla Salisb.
        - Sphalmium B.G.Briggs, B.Hyland & L.A.S.Johnson
        - Stenocarpus R.Br.
        - Stirlingia Endl.
        - Strangea Meisn.
        - Symphionema R.Br.
        - Synaphea R.Br.
        - Telopea R.Br.
        - Turrillia A.C.Sm. (SUS) = Bleasdalea F.Muell. ex Domin
        - Vexatorella Rourke
        - Xylomelum Sm.

  - (sin nombre)
    - Trochodendrales
      - Trochodendraceae
        - Trochodendron Siebold & Zucc.
        - Tetracentron Oliv.

  - (sense nom)
    - Buxales
      - Buxaceae
        - Buxus L.
        - Crantzia Sw. (SUH) = Buxus L.
        - Lepidopelma Klotzsch = Sarcococca Lindl.
        - Macropodandra Gilg = Notobuxus Oliv.
        - Notobuxus Oliv.
        - Pachysandra Michx.
        - Sarcococca Lindl.
        - Styloceras Kunth ex Juss.
        - Tricera Schreb. = Buxus L.

      - Didymelaceae
        - Didymeles Thouars

      -  ?Haptanthaceae
        - Haptanthus
          - Haptanthus hazlettii

  - (sin nombre)
    - Gunnerales
      - Gunneraceae
        - Gunnera L.

      - Myrothamnaceae
        - Myrothamnus Welw.

  - (sense nom)
    - Berberidopsidales
      - Aextoxicaceae
        - Aegotoxicum Endl. (SUO) = Aextoxicon Ruiz & Pav.
        - Aegtoxicon Molina (SUO) = Aextoxicon Ruiz & Pav.
        - Aextoxicon Ruiz & Pav.
          - Aextoxicon punctatum

      - Berberidopsidaceae
        - Berberidopsis
        - Streptothamnus

  - (sin nombre)
    - Dilleniales
      - Dilleniaceae
        - Acrotrema Jack
        - Adrastaea DC. = Hibbertia Andrews
        - Candollea Labill. (SUH) = Hibbertia Andrews
        - Curatella Loefl.
        - Davilla Vand.
        - Delima L. = Tetracera L.
        - Didesmandra Stapf
        - Dillenia L.
        - Doliocarpus Rol.
        - Hibbertia Andrews
        - Neowormia Hutch. & Summerh. = Dillenia L.
        - Pachynema R.Br. ex DC.
        - Pinzona Mart. & Zucc.
        - Reifferscheidia C.Presl = Dillenia L.
        - Schumacheria Vahl
        - Tetracera L.
        - Trimorphandra Brongn. & Gris = Hibbertia Andrews
        - Trisema Hook.f. = Hibbertia Andrews

  - (sense nom)
    - Caryophyllales
      - Ancistrocladaceae
        - Ancistrocladus Wall.

      - Asteropeiaceae
        - Asteropeia Thouars

      - Dioncophyllaceae
      - Dioncophyllum Baill.
      - Habropetalum Airy Shaw
      - Triphyophyllum Airy Shaw
      - Droseraceae
        - Aldrovanda L.
        - Dionaea Ellis
        - Drosera L.

      - Drosophyllaceae
        - Drosophyllum
          - Drosophyllum lusitanicum

      - Frankeniaceae
        - Frankenia

      - Nepenthaceae
        - Nepenthes L.

      - Physenaceae
        - Physena Noronha ex Thouars

      - Plumbaginaceae
        - Acantholimon Boiss.
        - Aegialitis R.Br.
        - Aeoniopsis Rech.f. (SUS) = Bukiniczia Lincz.
        - Afrolimon Lincz. = Limonium Mill.
        - Armeria Willd.
        - Bamiania Lincz.
        - Bubania Girard
        - Bukiniczia Lincz.
        - Cephalorhizum Popov & Korovin
        - Ceratostigma Bunge
        - Chaetolimon (Bunge) Lincz.
        - Dictyolimon Rech.f.
        - Dyerophytum Kuntze
        - Eremolimon Lincz. = Limonium Mill.
        - Ghaznianthus Lincz.
        - Gladiolimon Mobayen
        - Goniolimon Boiss.
        - Ikonnikovia Lincz.
        - Limoniastrum Fabr.
        - Limoniopsis Lincz.
        - Limonium Mill.
        - Muellerolimon Lincz.
        - Neogontscharovia Lincz.
        - Plumbagella Spach
        - Plumbago L.
        - Popoviolimon Lincz.
        - Psylliostachys (Jaub. & Spach) Nevski
        - Statice L. = Limonium Mill.
        - Vassilczenkoa Lincz.
        - Vogelia Lam. (SUH) = Dyerophytum Kuntze

      - Polygonaceae
        - Acanthogonum Torr. = Chorizanthe R.Br. ex Benth.
        - Acanthoscyphus Small = Oxytheca Nutt.
        - Acetosa Mill. = Rumex L.
        - Acetosella (Meisn.) Fourr. = Rumex L.
        - Aconogonon (Meisn.) Rchb.
        - Aconogonum (Meisn.) Rchb. (SUO) = Aconogonon (Meisn.) Rchb.
        - Afrobrunnichia Hutch. & Dalziel
        - Antenoron Raf. = Persicaria (L.) Mill.
        - Antigonon Endl.
        - Aristocapsa Reveal & Hardham
        - Atraphaxis L.
        - Bilderdykia Dumort. = Fallopia Adans.
        - Bistorta (L.) Adans.
        - Brunnichia Banks ex Gaertn.
        - Bucephalora Pau = Rumex L.
        - Calligonum L.
        - Campderia Benth. = Coccoloba P.Browne
        - Centrostegia A.Gray
        - Chorizanthe R.Br. ex Benth.
        - Coccoloba P.Browne
        - Dedeckera Reveal & J.T.Howell
        - Delopyrum Small = Polygonella Michx.
        - Dentoceras Small = Polygonella Michx.
        - Dodecahema Reveal & Hardham
        - Duravia (S.Watson) Greene = Polygonum L.
        - Emex Neck. ex Campd.
        - Enneatypus Herzog
        - Eriogonella Goodman = Chorizanthe R.Br. ex Benth.
        - Eriogonum Michx.
        - Eskemukerjea Malick & Sengupta = Fagopyrum Mill.
        - Fagopyrum Mill.
        - Fallopia Adans.
        - Gilmania Coville
        - Gonopyrum Fisch. & C.A.Mey. = Polygonella Michx.
        - Goodmania Reveal & Ertter
        - Gymnogonum Parry = Goodmania Reveal & Ertter
        - Gymnopodium Rolfe
        - Harfordia Greene & Parry
        - Harpagocarpus Hutch. & Dandy = Fagopyrum Mill.
        - Hollisteria S.Watson
        - Homalocladium (F.Muell.) L.H.Bailey
        - Knorringia (Czukav.) Tzvelev = Aconogonon (Meisn.) Rchb.
        - Koenigia L.
        - Lastarriaea J.Remy
        - Leptogonum Benth.
        - Millspaughia B.L.Rob. = Gymnopodium Rolfe
        - Mucronea Benth.
        - Muehlenbeckia Meisn.
        - Nemacaulis Nutt.
        - Neomillspaughia S.F.Blake
        - Oxygonum Burch. ex Campd.
        - Oxyria Hill
        - Oxytheca Nutt.
        - Parapteropyrum A.J.Li
        - Persicaria (L.) Mill.
        - Phyllogonum Coville = Gilmania Coville
        - Physopyrum Popov
        - Pleuropteropyrum Gross = Aconogonon (Meisn.) Rchb.
        - Podopterus Bonpl.
        - Polygonella Michx.
        - Polygonum L.
        - Pterococcus Pall. (SUH) = Calligonum L.
        - Pteropyrum Jaub. & Spach
        - Pterostegia Fisch. & C.A.Mey.
        - Pteroxygonum Dammer & Diels = Fagopyrum Mill.
        - Reynoutria Houtt. = Fallopia Adans.
        - Rheum L.
        - Rubrivena Kral = Persicaria (L.) Mill.
        - Rumex L.
        - Ruprechtia C.A.Mey.
        - Stenogonum Nutt.
        - Symmeria Benth.
        - Systenotheca Reveal & Hardham
        - Thysanella A.Gray = Polygonella Michx.
        - Tovara Adans. = Persicaria (L.) Mill.
        - Triplaris Loefl. ex L.

      - Rhabdodendraceae
        - Rhabdodendron Gilg & Pilg.

      - Simmondsiaceae
        - Brocchia Mauri ex Ten. (SUH) = Simmondsia Nutt.
        - Simmondsia Nutt.

      - Tamaricaceae
        - Hololachna Ehrenb.
        - Myricaria Desv.
        - Myrtama Ovcz. & Kinzik.
        - Reaumuria L.
        - Tamaricaria Qaiser & Ali (SUS) = Myrtama Ovcz. & Kinzik.
        - Tamarix L.

      - Caryophyllaceae
        - Acanthophyllum C.A.Mey.
        - Achyronychia Torr. & A.Gray
        - Agrostemma L.
        - Allochrusa Bunge ex Boiss.
        - Alsinanthe (Fenzl) Rchb. = Minuartia L.
        - Alsine L. = Stellaria L.
        - Alsine Gaertn.(SUH) = Minuartia L.
        - Alsinidendron H.Mann
        - Ankyropetalum Fenzl
        - Anychia Michx.
        - Arenaria L.
        - Bolanthus (Ser.) Rchb.
        - Brachystemma D.Don
        - Brewerina A.Gray
        - Bufonia L.
        - Calycotropis Turcz. = Polycarpaea Lam.
        - Cardionema DC.
        - Cerastium L.
        - Cerdia Moc. & Sesse
        - Chaetonychia (DC.) Sweet
        - Charesia E.A.Busch = Silene L.
        - Colobanthus Bartl.
        - Cometes L.
        - Coronaria Guett. = Lychnis L.
        - Cucubalus L.
        - Cyathophylla Bocquet & Strid
        - Dianthella Clauson ex Pomel = Petrorhagia (Ser.) Link
        - Dianthus L.
        - Diaphanoptera Rech.f.
        - Dicheranthus Webb
        - Drymaria Willd. ex Schult.
        - Drypis L.
        - Eremogone Fenzl = Arenaria L.
        - Fimbripetalum (Turcz.) Ikonn. = Stellaria L.
        - Gastrocalyx Schischk.(SUH) = Silene L.
        - Geocarpon Mack.
        - Gooringia F.N.Williams = Arenaria L.
        - Gouffeia Robill. & Castagne ex Lam. & DC. = Arenaria L.
        - Gymnocarpos Forssk.
        - Gypsophila L.
        - Habrosia Fenzl
        - Hafunia Chiov. = Sphaerocoma T.Anderson
        - Haya Balf.f.
        - Herniaria L.
        - Heliosperma Rchb. = Silene L.
        - Holosteum L.
        - Honckenya Ehrh.
        - Honkenya Ehrh.(SUO) = Honckenya Ehrh.
        - Hymenella Moc. & Sesse = Minuartia L.
        - Illecebrum L.
        - Kabulia Bor & C.E.C.Fisch.
        - Kohlrauschia Kunth = Petrorhagia (Ser.) Link
        - Krascheninnikovia Turcz. ex Fenzl(SUH) = Pseudostellaria Pax
        - Krauseola Pax & K.Hoffm.
        - Kuhitangia Ovcz.
        - Lepyrodiclis Fenzl
        - Lidia A.Love & D.Love = Minuartia L.
        - Lochia Balf.f.
        - Loeflingia L.
        - Lychnis L.
        - Melandrium Rohl. = Vaccaria Wolf
        - Melandryum Rchb. = Silene L.
        - Mesostemma Vved.
        - Microphyes Phil.
        - Minuartia L.
        - Minuopsis W.A.Weber = Minuartia L.
        - Mniarum J.R.Forst. & G.Forst. = Scleranthus L.
        - Moehringia L.
        - Moenchia Ehrh.
        - Myosoton Moench
        - Ochotonophila Gilli
        - Ortegia L.
        - Paronychia Mill.
        - Pentacaena Bartl. = Cardionema DC.
        - Pentastemonodiscus Rech.f.
        - Petrocoptis A.Braun ex Endl.
        - Petrorhagia (Ser.) Link
        - Philippiella Speg.
        - Phryna (Boiss.) Pax & K.Hoffm.
        - Phrynella Pax & K.Hoffm.
        - Pinosia Urb.
        - Pirinia Kral
        - Pleioneura Rech.f.
        - Plettkea Mattf.
        - Pollichia Aiton
        - Polycarpaea Lam.
        - Polycarpon L.
        - Polytepalum Suess. & Beyerle
        - Porsildia A.Love & D.Love = Minuartia L.
        - Provancheria B.Boivin
        - Psammophila Ikonn.(SUH) = Gypsophila L.
        - Psammophiliella Ikonn. = Gypsophila L.
        - Pseudosaponaria (F.N.Williams) Ikonn. = Gypsophila L.
        - Pseudostellaria Pax
        - Pteranthus Forssk.
        - Pycnophyllopsis Skottsb.
        - Pycnophyllum J.Remy
        - Queria L. = Minuartia L.
        - Reesia Ewart = Polycarpaea Lam.
        - Rhodalsine J.Gay = Minuartia L.
        - Robbairea Boiss.
        - Sagina L.
        - Sanctambrosia Skottsb. ex Kuschel
        - Saponaria L.
        - Schiedea Cham. & Schltdl.
        - Schischkiniella Steenis = Silene L.
        - Scleranthopsis Rech.f.
        - Scleranthus L.
        - Sclerocephalus Boiss.
        - Scopulophila M.E.Jones
        - Selleola Urb. = Minuartia L.
        - Silene L.
        - Siphonychia Torr. & A.Gray
        - Spergula L.
        - Spergularia (Pers.) J.Presl & C.Presl
        - Sphaerocoma T.Anderson
        - Stellaria L.
        - Stipulicida Michx.
        - Telephium
        - Thurya Boiss. & Balansa
        - Thylacospermum Fenzl
        - Tryphane Rchb. = Minuartia L.
        - Tunica Mert. & W.D.J.Koch(SUH) = Petrorhagia (Ser.) Link
        - Tunica Ludw. = Dianthus L.
        - Tytthostemma Nevski = Stellaria L.
        - Uebelinia Hochst.
        - Vaccaria Wolf
        - Velezia L.
        - Viscaria Rohl.
        - Wangerinia E.Franz = Microphyes Phil.
        - Wierzbickia Rchb. = Minuartia L.
        - Wilhelmsia Rchb.
        - Xerotia Oliv.

      - Achatocarpaceae
        - Achatocarpus
        - Phaulothamnus

      - Amaranthaceae
        - Acanthochiton Torr. = Amaranthus L.
        - Achyranthes L.
        - Achyropsis (Moq.) Hook.f.
        - Acnida L. = Amaranthus L.
        - Acroglochin Schrad. ex Schult.
        - Aellenia Ulbr. = Halothamnus Jaub. & Spach
        - Aerva Forssk.
        - Agathophora (Fenzl) Bunge
        - Agriophyllum M.Bieb.
        - Alexandra Bunge
        - Allenrolfea Kuntze
        - Allmania R.Br. ex Wight
        - Allmaniopsis Suess.
        - Alternanthera Forssk.
        - Amaranthus L.
        - Anabasis L.
        - Anthochlamys Fenzl
        - Aphanisma Nutt. ex Moq.
        - Apterantha C.H.Wright = Lagrezia Moq.
        - Archiatriplex G.L.Chu
        - Armola (Kirschl.) Montandon = Atriplex L.
        - Arthraerua (Kuntze) Schinz
        - Arthrocnemum Moq.
        - Arthrophytum Schrenk
        - Atriplex L.
        - Axyris L.
        - Babbagia F.Muell.
        - Banalia Moq.(SUH) = Indobanalia A.N.Henry & B.Roy
        - Baolia H.W.Kung & G.L.Chu = Chenopodium L.
        - Bassia All.
        - Beta L.
        - Bienertia Bunge ex Boiss.
        - Blackiella Aellen = Atriplex L.
        - Blutaparon Raf.
        - Borsczowia Bunge
        - Bosea L.
        - Brachylepis C.A.Mey.
        - Bragantia Vand. = Gomphrena L.
        - Brandesia Mart. = Alternanthera Forssk.
        - Brayulinea Small = Guilleminea Kunth
        - Brezia Moq. = Suaeda Forssk. ex Scop.
        - Bushia Nieuwl. = Kochia Roth
        - Calicorema Hook.f.
        - Calvelia Moq. = Suaeda Forssk. ex Scop.
        - Camphorosma L.
        - Caroxylon Thunb. = Salsola L.
        - Caspia Galushko = Salsola L.
        - Celosia L.
        - Centema Hook.f.
        - Centemopsis Schinz
        - Centrostachys Wall.
        - Ceratocarpus L.
        - Ceratoides Gagnebin(SUS) = Ceratocarpus L.
        - Chamissoa Kunth
        - Charpentiera Gaudich.
        - Chenolea Thunb. = Bassia All.
        - Chenoleoides Botsch. = Bassia All.
        - Chenopodium L.
        - Choriptera Botsch.
        - Chionothrix Hook.f.
        - Cladostachys D.Don = Deeringia R.Br.
        - Cladothrix (Moq.) Hook.f. = Tidestromia Standl.
        - Climacoptera Botsch.
        - Coilocarpus F.Muell. ex Domin = Sclerolaena R.Br.
        - Corispermum L.
        - Cornulaca Delile
        - Cremnophyton Brullo & Pavone
        - Cyathobasis Aellen
        - Cyathula Blume
        - Cycloloma Moq.
        - Cyrilwhitea Ising = Bassia All.
        - Darniella Maire & Weiller = Salsola L.
        - Dasysphaera Volkens ex Gilg
        - Deeringia R.Br.
        - Dicraurus Hook.f. = Iresine P.Browne
        - Didymanthus Endl.
        - Digera Forssk.
        - Dipteranthemum F.Muell. = Ptilotus R.Br.
        - Dissocarpus F.Muell.
        - Dondia Adans. = Suaeda Forssk. ex Scop.
        - Duriala (R.H.Anderson) Ulbr. = Maireana Moq.
        - Dysphania R.Br.
        - Echinopsilon Moq. = Bassia All.
        - Einadia Raf.
        - Enchylaena R.Br.
        - Eremochion Gilli = Salsola L.
        - Eremophea Paul G.Wilson
        - Eremosemium Greene = Grayia Hook. & Arn.
        - Eriochiton (R.H.Anderson) A.J.Scott
        - Eriostylos C.C.Towns.
        - Esfandiaria Charif & Aellen
        - Eurotia Adans.(SUS) = Axyris L.
        - Exomis Fenzl ex Moq.
        - Fadenia Aellen & C.C.Towns.
        - Fredolia (Coss. & Durieu ex Bunge) Ulbr.
        - Fremontia Torr. = Sarcobatus Nees
        - Froelichia Moench
        - Froelichiella R.E.Fr.
        - Gamanthus Bunge = Halanthium K.Koch
        - Girgensohnia Bunge
        - Goerziella Urb.
        - Gomphrena L.
        - Gossypianthus Hook. = Guilleminea Kunth
        - Grayia Hook. & Arn.
        - Guilleminea Kunth
        - Gyroptera Botsch.
        - Hablitzia M.Bieb.
        - Halanthium K.Koch
        - Halarchon Bunge
        - Halimione Aellen
        - Halimocnemis C.A.Mey.
        - Halimus Wallr. = Atriplex L.
        - Halocharis Moq.
        - Halocnemum M.Bieb.
        - Halogeton C.A.Mey.
        - Halopeplis Bunge ex Ung.-Sternb.
        - Halosarcia Paul G.Wilson
        - Halostachys C.A.Mey. ex Schrenk
        - Halothamnus Jaub. & Spach
        - Halotis Bunge = Halimocnemis C.A.Mey.
        - Haloxanthium Ulbr. = Atriplex L.
        - Haloxylon Bunge
        - Hammada Iljin
        - Hebantha Mart. = Pfaffia Mart.
        - Helicilla Moq.
        - Hemichroa R.Br.
        - Henonia Moq.
        - Herbstia Sohmer
        - Hermbstaedtia Rchb.
        - Heterostachys Ung.-Sternb.
        - Holmbergia Hicken
        - Horaninovia Fisch. & C.A.Mey.
        - Hypocylix Wol. = Salsola L.
        - Iljinia Korovin = Haloxylon Bunge
        - Indobanalia A.N.Henry & B.Roy
        - Irenella Suess.
        - Iresine P.Browne
        - Kalidiopsis Aellen
        - Kalidium Moq.
        - Kentrosphaera Volkens = Volkensinia Schinz
        - Kirilowia Bunge
        - Kochia Roth
        - Krascheninnikovia Gueldenst.
        - Kyphocarpa (Fenzl ex Endl.) Lopr.
        - Lagenantha Chiov.
        - Lagrezia Moq.
        - Lecanocarpus Nees = Acroglochin Schrad. ex Schult.
        - Lerchia Zinn = Suaeda Forssk. ex Scop.
        - Leucosphaera Gilg
        - Lithophila Sw.
        - Londesia Fisch. & C.A.Mey. = Kirilowia Bunge
        - Lopriorea Schinz
        - Maireana Moq.
        - Malacocera R.H.Anderson
        - Manochlamys Aellen
        - Marcellia Baill. = Marcelliopsis Schinz
        - Marcelliopsis Schinz
        - Mechowia Schinz
        - Meiomeria Standl. = Chenopodium L.
        - Melanocarpum Hook.f. = Pleuropetalum Hook.f.
        - Microcnemum Ung.-Sternb.
        - Microgynoecium Hook.f.
        - Micromonolepis Ulbr. = Monolepis Schrad.
        - Micropeplis Bunge = Halogeton C.A.Mey.
        - Mogiphanes Mart. = Alternanthera Forssk.
        - Monolepis Schrad.
        - Montelia A.Gray = Amaranthus L.
        - Morrisiella Aellen = Atriplex L.
        - Muratina Maire = Salsola L.
        - Nanophyton Less.
        - Nelsia Schinz
        - Neobassia A.J.Scott
        - Neobotrydium Moldenke = Chenopodium L.
        - Neocentema Schinz
        - Neopreissia Ulbr. = Atriplex L.
        - Nitrophila S.Watson
        - Noaea Moq.
        - Nothosaerva Wight
        - Nototrichium (A.Gray) W.F.Hillebr.
        - Nucularia Batt.
        - Nyssanthes R.Br.
        - Obione Gaertn. = Atriplex L.
        - Ofaiston Raf.
        - Oreobliton Durieu
        - Osteocarpum F.Muell. = Threlkeldia R.Br.
        - Pachycornia Hook.f.
        - Pachypharynx Aellen = Atriplex L.
        - Panderia Fisch. & C.A.Mey.
        - Pandiaka (Moq.) Hook.f.
        - Patellaria J.T.Williams, A.J.Scott & Ford-Lloyd(SUH) = Patellifolia A.J.Scott, Ford-Lloyd & J.T.Williams
        - Patellifolia A.J.Scott, Ford-Lloyd & J.T.Williams
        - Petrosimonia Bunge
        - Pfaffia Mart.
        - Philoxerus R.Br. = Gomphrena L.
        - Physandra Botsch. = Salsola L.
        - Piptoptera Bunge
        - Pleuropetalum Hook.f.
        - Pleuropterantha Franch.
        - Polycnemum L.
        - Polyrhabda C.C.Towns.
        - Proatriplex Stutz & G.L.Chu = Atriplex L.
        - Pseudodigera Chiov. = Digera Forssk.
        - Pseudogomphrena R.E.Fr.
        - Pseudoplantago Suess.
        - Pseudosericocoma Cavaco
        - Psilodigera Suess. = Saltia R.Br. ex Moq.
        - Psilostachys Hochst.(SUH) = Psilotrichum Blume
        - Psilotrichopsis C.C.Towns.
        - Psilotrichum Blume
        - Ptilotus R.Br.
        - Pupalia Juss.
        - Quaternella Pedersen
        - Rhagodia R.Br.
        - Rhaphidophyton Iljin = Noaea Moq.
        - Robynsiella Suess. = Centemopsis Schinz
        - Rodetia Moq. = Bosea L.
        - Rosifax C.C.Towns.
        - Roubieva Moq.
        - Roycea C.A.Gardner
        - Salicornia L.
        - Salsola L.
        - Saltia R.Br. ex Moq.
        - Sarcocornia A.J.Scott
        - Sclerobassia Ulbr. = Bassia All.
        - Scleroblitum Ulbr. = Chenopodium L.
        - Sclerolaena R.Br.
        - Sclerostegia Paul G.Wilson
        - Seidlitzia Bunge ex Boiss.
        - Senniella Aellen
        - Sericocoma Fenzl
        - Sericocomopsis Schinz
        - Sericorema (Hook.f.) Lopr.
        - Sericostachys Gilg & Lopr.
        - Sevada Moq.
        - Siamosia K.Larsen & Pedersen
        - Spinacia L.
        - Spirostachys Ung.-Sternb.(SUH) = Heterostachys Ung.-Sternb.
        - Spirostachys S.Watson(SUH) = Allenrolfea Kuntze
        - Stelligera A.J.Scott
        - Stilbanthus Hook.f.
        - Suaeda Forssk. ex Scop.
        - Suckleya A.Gray
        - Sympegma Bunge
        - Tecticornia Hook.f.
        - Tegicornia Paul G.Wilson
        - Telanthera R.Br. = Alternanthera Forssk.
        - Teloxys Moq.
        - Theleophyton (Hook.f.) Moq.
        - Threlkeldia R.Br.
        - Tidestromia Standl.
        - Traganopsis Maire & Wilczek
        - Traganum Delile
        - Trichinium R.Br. = Ptilotus R.Br.
        - Trichuriella Bennet
        - Trichurus C.C.Towns.(SUH) = Trichuriella Bennet
        - Volkensinia Schinz
        - Woehleria Griseb.
        - Zuckia Standl.

      - Stegnospermataceae
        - Stegnosperma Benth.

      - Limeaceae
        - Limeum
        - Macarthuria

      - Lophiocarpaceae
        - Corbichonia
        - Lophiocarpus

      - Barbeuiaceae
        - Barbeuia Thouars 
          - Barbeuia madagascariensis

      - Aizoaceae
        - Acaulon N.E.Br. (SUH) = Aloinopsis Schwantes
        - Acrodon N.E.Br.
        - Acrosanthes Eckl. & Zeyh.
        - Aethephyllum N.E.Br.
        - Agnirictus Schwantes = Stomatium Schwantes
        - Aistocaulon Poelln. (SUS) = Aloinopsis Schwantes
        - Aizoanthemum Dinter ex Friedrich
        - Aizoön L.
        - Aloinopsis Schwantes
        - Amoebophyllum N.E.Br. = Phyllobolus N.E.Br.
        - Amphibolia L.Bolus ex A.G.J.Herre
        - Ancistrostigma Fenzl = Trianthema L.
        - Anisocalyx L.Bolus (SUH) = Drosanthemopsis Rauschert
        - Anisostigma Schinz = Tetragonia L.
        - Antegibbaeum Schwantes ex C.Weber
        - Antimima N.E.Br.
        - Apatesia N.E.Br.
        - Aptenia N.E.Br.
        - Arenifera A.G.J.Herre
        - Argeta N.E.Br. = Gibbaeum Haw.
        - Argyroderma N.E.Br.
        - Aridaria N.E.Br. = Phyllobolus N.E.Br.
        - Aspazoma N.E.Br.
        - Astridia Dinter
        - Bergeranthus Schwantes
        - Berrisfordia L.Bolus
        - Bijlia N.E.Br.
        - Bolusanthemum Schwantes = Bijlia N.E.Br.
        - Braunsia Schwantes
        - Brownanthus Schwantes
        - Calamophyllum Schwantes = Cylindrophyllum Schwantes
        - Callistigma Dinter & Schwantes = Mesembryanthemum L.
        - Carpanthea N.E.Br.
        - Carpobrotus N.E.Br.
        - Carruanthus (Schwantes) Schwantes
        - Caryotophora Leistner
        - Cephalophyllum (Haw.) N.E.Br.
        - Cerochlamys N.E.Br.
        - Chasmatophyllum (Schwantes) Dinter & Schwantes
        - Cheiridopsis N.E.Br.
        - Circandra N.E.Br.
        - Cleretum N.E.Br.
        - Conicosia N.E.Br.
        - Conophyllum Schwantes = Mitrophyllum Schwantes
        - Conophytum N.E.Br.
        - Corpuscularia Schwantes
        - Crocanthus L.Bolus = Malephora N.E.Br.
        - Cryophytum N.E.Br. = Mesembryanthemum L.
        - Cylindrophyllum Schwantes
        - Cypselea Turpin
        - Dactylopsis N.E.Br.
        - Deilanthe N.E.Br. = Aloinopsis Schwantes
        - Delosperma N.E.Br.
        - Demidovia Pall. = Tetragonia L.
        - Depacarpus N.E.Br. = Meyerophytum Schwantes
        - Derenbergia Schwantes = Conophytum N.E.Br.
        - Derenbergiella Schwantes = Mesembryanthemum L.
        - Dicrocaulon N.E.Br.
        - Didymaotus N.E.Br.
        - Dinteranthus Schwantes
        - Diplochonium Fenzl = Sesuvium L.
        - Diplosoma Schwantes
        - Disphyma N.E.Br.
        - Dorotheanthus Schwantes
        - Dracophilus (Schwantes) Dinter & Schwantes
        - Drosanthemopsis Rauschert
        - Drosanthemum Schwantes
        - Eberlanzia Schwantes
        - Ebracteola Dinter & Schwantes
        - Echinus L.Bolus (SUH) = Braunsia Schwantes
        - Enarganthe N.E.Br.
        - Erepsia N.E.Br.
        - Esterhuysenia L.Bolus
        - Eurystigma L.Bolus (SUI) = Mesembryanthemum L.
        - Faucaria Schwantes
        - Fenestraria N.E.Br.
        - Frithia N.E.Br.
        - Galenia L.
        - Gasoul Adans. = Mesembryanthemum L.
        - Gibbaeum Haw.
        - Glottiphyllum Haw.
        - Gunnia F.Muell. = Gunniopsis Pax
        - Gunniopsis Pax
        - Gymnopoma N.E.Br. = Skiatophytum L.Bolus
        - Halenbergia Dinter = Mesembryanthemum L.
        - Hallianthus H.E.K.Hartmann
        - Henricia L.Bolus (SUH) = Neohenricia L.Bolus
        - Hereroa (Schwantes) Dinter & Schwantes
        - Herrea Schwantes = Conicosia N.E.Br.
        - Herreanthus Schwantes
        - Hydrodea N.E.Br. = Mesembryanthemum L.
        - Hymenocyclus Dinter & Schwantes = Malephora N.E.Br.
        - Hymenogyne Haw.
        - Imitaria N.E.Br.
        - Jacobsenia L.Bolus & Schwantes
        - Jensenobotrya A.G.J.Herre
        - Jordaaniella H.E.K.Hartmann
        - Juttadinteria Schwantes
        - Kensitia Fedde = Erepsia N.E.Br.
        - Khadia N.E.Br.
        - Lampranthus N.E.Br.
        - Lapidaria (Dinter & Schwantes) N.E.Br.
        - Leipoldtia L.Bolus
        - Lithops N.E.Br.
        - Litocarpus L.Bolus = Aptenia N.E.Br.
        - Ludolfia Adans. (SUS) = Tetragonia L.
        - Machairophyllum Schwantes
        - Macrocaulon N.E.Br. = Carpanthea N.E.Br.
        - Malephora N.E.Br.
        - Maughania N.E.Br. (SUH) = Diplosoma Schwantes
        - Maughaniella L.Bolus = Diplosoma Schwantes
        - Mentocalyx N.E.Br. = Gibbaeum Haw.
        - Mesembryanthemum L.
        - Mestoklema N.E.Br. ex Glen
        - Meyerophytum Schwantes
        - Micropterum Schwantes = Cleretum N.E.Br.
        - Mimetophytum L.Bolus = Mitrophyllum Schwantes
        - Mitrophyllum Schwantes
        - Monilaria Schwantes
        - Mossia N.E.Br.
        - Muiria N.E.Br.
        - Namaquanthus L.Bolus
        - Namibia (Schwantes) Dinter & Schwantes
        - Nananthus N.E.Br.
        - Nelia Schwantes
        - Neogunnia Pax & K.Hoffm. = Gunniopsis Pax
        - Neohenricia L.Bolus
        - Neorhine Schwantes = Rhinephyllum N.E.Br.
        - Nycteranthus Rothm. (SUS) = Phyllobolus N.E.Br.
        - Nycterianthemum Haw. = Phyllobolus N.E.Br.
        - Octopoma N.E.Br.
        - Odontophorus N.E.Br.
        - Oophytum N.E.Br.
        - Ophthalmophyllum Dinter & Schwantes
        - Opophytum N.E.Br. = Mesembryanthemum L.
        - Orthopterum L.Bolus
        - Oscularia Schwantes
        - Ottosonderia L.Bolus
        - Papularia Forssk. = Trianthema L.
        - Peersia L.Bolus = Rhinephyllum N.E.Br.
        - Pentacoilanthus Rappa & Camarrone 1953 = Mesembryanthemum L.
        - Pentacoilanthus Rappa & Camarrone 1960 (SUH) = Phyllobolus N.E.Br.
        - Perapentacoilanthus Rappa & Camarrone (SUS) = Mesembryanthemum L.
        - Perissolobus N.E.Br. = Machairophyllum Schwantes
        - Pherelobus Jacobsen (SUO) = Dorotheanthus Schwantes
        - Pherolobus N.E.Br. = Dorotheanthus Schwantes
        - Phyllobolus N.E.Br.
        - Piquetia N.E.Br. (SUH) = Erepsia N.E.Br.
        - Platythyra N.E.Br. = Aptenia N.E.Br.
        - Pleiospilos N.E.Br.
        - Plinthus Fenzl
        - Polymita N.E.Br.
        - Portulacastrum Juss. ex Medik. (SUS) = Trianthema L.
        - Prenia N.E.Br. = Phyllobolus N.E.Br.
        - Prepodesma N.E.Br. = Nananthus N.E.Br.
        - Psammanthe Hance (SUH) = Sesuvium L.
        - Psammophora Dinter & Schwantes
        - Pseudobrownanthus Ihlenf. & Bittrich
        - Psilocaulon N.E.Br.
        - Pteropentacoilanthus Rappa & Camarrone = Mesembryanthemum L.
        - Punctillaria N.E.Br. = Pleiospilos N.E.Br.
        - Pyxipoma Fenzl = Sesuvium L.
        - Rabiea N.E.Br.
        - Radiana Raf. = Cypselea Turpin
        - Reme Adans. (SUS) = Trianthema L.
        - Rhinephyllum N.E.Br.
        - Rhombophyllum (Schwantes) Schwantes
        - Rhopalocyclus Schwantes = Leipoldtia L.Bolus
        - Rimaria L.Bolus = Vanheerdea L.Bolus ex H.E.K.Hartmann
        - Rimaria N.E.Br. (SUH) = Gibbaeum Haw.
        - Roodia N.E.Br. = Argyroderma N.E.Br.
        - Ruschia Schwantes
        - Ruschianthemum Friedrich
        - Ruschianthus L.Bolus
        - Saphesia N.E.Br.
        - Sarcozona J.M.Black = Carpobrotus N.E.Br.
        - Sceletium N.E.Br. = Phyllobolus N.E.Br.
        - Schickia Tischer (SUI) = Mesembryanthemum L.
        - Schlechteranthus Schwantes
        - Schonlandia L.Bolus = Corpuscularia Schwantes
        - Schwantesia Dinter
        - Schwantesia L.Bolus (SUH) = Mitrophyllum Schwantes
        - Scopelogena L.Bolus
        - Semnanthe N.E.Br. = Erepsia N.E.Br.
        - Sesuvium L.
        - Sineoperculum Van Jaarsv. = Dorotheanthus Schwantes
        - Skiatophytum L.Bolus
        - Smicrostigma N.E.Br.
        - Sphalmanthus N.E.Br. = Phyllobolus N.E.Br.
        - Stayneria L.Bolus
        - Sterropetalum N.E.Br. = Nelia Schwantes
        - Stigmatocarpum L.Bolus = Dorotheanthus Schwantes
        - Stoeberia Dinter & Schwantes
        - Stomatium Schwantes
        - Synaptophyllum N.E.Br.
        - Tanquana H.E.K.Hartmann & Liede
        - Tetracoilanthus Rappa & Camarrone (SUS) = Aptenia N.E.Br.
        - Tetragonella Miq. = Tetragonia L.
        - Tetragonia L.
        - Thyrasperma N.E.Br. = Hymenogyne Haw.
        - Tischleria Schwantes = Carruanthus (Schwantes) Schwantes
        - Titanopsis Schwantes
        - Trianthema L.
        - Tribulocarpus S.Moore
        - Trichodiadema Schwantes
        - Vanheerdea L.Bolus ex H.E.K.Hartmann
        - Vanzijlia L.Bolus
        - Verrucifera N.E.Br. = Titanopsis Schwantes
        - Veslingia Heist. ex Fabr. = Aizoön L.
        - Wooleya L.Bolus
        - Zaleja Burm.f. (SUO) = Zaleya Burm.f.
        - Zaleya Burm.f.
        - Zeuktophyllum N.E.Br.

      - Sarcobataceae
        - Un sol gènere

      - Phytolaccaceae
        - Anisomeria
        - Ercilla
        - Gallesia
        - Hilleria
        - Ledenbergia
        - Lophiocarpus
        - Microtea
        - Monococcus
        - Nowickea
        - Petiveria
        - Phytolacca
        - Rivina
        - Schindleria
        - Seguieria
        - Trichostigma

      - Nyctaginaceae
        - Abronia Juss.
        - Acleisanthes A.Gray
        - Allionia L.
        - Allioniella Rydb.
        - Ammocodon Standl.
        - Andradea Allemao
        - Anulocaulis Standl.
        - Belemia Pires
        - Boerhavia L.
        - Boldoa Cav. ex Lag.
        - Bougainvillea Comm. ex Juss.
        - Calpidia Thouars = Pisonia L.
        - Caribea Alain
        - Ceodes J.R.Forst. & G.Forst. = Pisonia L.
        - Cephalotomandra H.Karst. & Triana
        - Colignonia Endl.
        - Colliguonia Endl. (SUO) = Colignonia Endl.
        - Commicarpus Standl.
        - Cryptocarpus Kunth
        - Cuscatlania Standl.
        - Cyphomeris Standl.
        - Grajalesia Miranda
        - Guapira Aubl.
        - Heimerlia Skottsb. = Pisonia L.
        - Heimerliodendron Skottsb. = Pisonia L.
        - Hermidium S.Watson = Mirabilis L.
        - Hesperonia Standl.
        - Izabalaea Lundell
        - Leucaster Choisy
        - Mirabilis L.
        - Neea Ruiz & Pav.
        - Neeopsis Lundell
        - Nyctaginia Choisy
        - Okenia Schltdl. & Cham.
        - Oxybaphus L'Her. ex Willd.
        - Phaeoptilum Radlk.
        - Pisonia L.
        - Pisoniella (Heimerl) Standl.
        - Quamoclidion Choisy
        - Ramisia Glaz. ex Baill.
        - Reichenbachia Spreng.
        - Rockia Heimerl = Pisonia L.
        - Salpianthus Bonpl.
        - Selinocarpus A.Gray
        - Senckenbergia Post & Kuntze = Cyphomeris Standl.
        - Timeroya Benth. (SUO) = Pisonia L.
        - Timeroyea Montrouz. = Pisonia L.
        - Torrubia Vell. = Pisonia L.
        - Torrukia Vell. = Pisonia L.
        - Tricycla Cav. = Bougainvillea Comm. ex Juss.
        - Tripterocalyx (Torr.) Hook.
        - Wedelia Loefl. (SUH) = Allionia L.
        - Wedeliella Cockerell = Allionia L.

      - Molluginaceae
        - Adenogramma
        - Coelanthum
        - Corbichonia
        - Corrigiola
        - Glinus
        - Glischrothamnus
        - Hypertelis
        - Limeum
        - Macarthuria
        - Mollugo
        - Pharnaceum
        - Polpoda
        - Psammotropha
        - Suessenguthiella

      - Halophytaceae
        - Halophytum Speg.
          - Halophytum ameghinoi 

      - Didiereaceae
        - Alluaudia
        - Calyptrotheca
        - Ceraria
        - Portulacaria
        - Faltan 3 géneros más

      - Basellaceae
        - Anredera Juss.
        - Basella L.
        - Boussingaultia Kunth
        - Tournonia Moq.
        - Ullucus Caldas

      - Montiaceae
        - Claytonia
        - Hectorella
        - Lyallia
        - Lewisia
        - Montia
        - Montiopsis
        - Phemeranthus
        - Poden mancar alguns gèneres

      - Talinaceae
        - Talinella
        - Talinum

      - Portulacaceae
        - Portulaca

      - Anacampseros i d'altres
        - Anacampseros
        - Avonia
        - Grahamia

      - Cactaceae
        - Acanthocalycium Backeb.
        - Acanthocephala Backeb. = Parodia Speg.
        - Acanthocereus (Engelm. ex A.Berger) Britton & Rose
        - Acantholobivia Backeb. = Echinopsis Zucc.
        - Acanthopetalus Y.Ito = Echinopsis Zucc.
        - Acanthorhipsalis (K.Schum.) Britton & Rose = Lepismium Pfeiff.
        - Acanthorhipsalis Kimnach (SUH) = Lepismium Pfeiff.
        - Airampoa Fric = Opuntia Mill.
        - Akersia Buining = Cleistocactus Lem.
        - Ancistrocactus (K.Schum.) Britton & Rose = Sclerocactus Britton & Rose
        - Andenea Fric (SUI) = Echinopsis Zucc.
        - Anhalonium Lem. = Ariocarpus Scheidw.
        - Anisocereus Backeb. = Escontria Rose
        - Aporocactus Lem. = Disocactus Lindl.
        - Aporocereus Fric & Kreuz. (SUO) = Disocactus Lindl.
        - Arequipa Britton & Rose = Oreocereus (A.Berger) Riccob.
        - Arequipiopsis Kreuz. & Buining = Oreocereus (A.Berger) Riccob.
        - Ariocarpus Scheidw.
        - Armatocereus Backeb.
        - Arrojadoa Britton & Rose
        - Arthrocereus A.Berger & F.M.Knuth
        - Astrophyton Lawr. (SUO) = Astrophytum Lem.
        - Astrophytum Lem.
        - Aulacothele Monv. (SUI) = Coryphantha (Engelm.) Lem.
        - Aureilobivia Fric (SUI) = Echinopsis Zucc.
        - Austrocactus Britton & Rose
        - Austrocephalocereus Backeb. = Micranthocereus Backeb.
        - Austrocylindropuntia Backeb. = Opuntia Mill.
        - Aylostera Speg. = Rebutia K.Schum.
        - Aztekium Boed.
        - Azureocereus Akers & H.Johnson = Browningia Britton & Rose
        - Backebergia Bravo (SUS) = Pachycereus (A.Berger) Britton & Rose
        - Bartschella Britton & Rose = Mammillaria Haw.
        - Bergerocactus Britton & Rose
        - Bergerocereus Fric & Kreuz. (SUO) = Bergerocactus Britton & Rose
        - Binghamia Britton & Rose (SUH) = Espostoa Britton & Rose
        - Bisnaga Orcutt = Ferocactus Britton & Rose
        - Blossfeldia Werderm.
        - Bolivicereus Cardenas = Cleistocactus Lem.
        - Bonifazia Standl. & Steyerm. = Disocactus Lindl.
        - Borzicactella F.Ritter = Cleistocactus Lem.
        - Borzicactus Riccob. = Cleistocactus Lem.
        - Borzicereus Fric & Kreuz. (SUO) = Cleistocactus Lem.
        - Brachycalycium Backeb. = Gymnocalycium Pfeiff.
        - Brachycereus Britton & Rose
        - Brasilicactus Backeb. (SUS) = Parodia Speg.
        - Brasilicereus Backeb.
        - Brasiliopuntia (K.Schum.) A.Berger = Opuntia Mill.
        - Brasiliparodia F.Ritter = Parodia Speg.
        - Brasilocactus Fric (SUI) = Parodia Speg.
        - Bridgesia Backeb. (SUH) = Rebutia K.Schum.
        - Brittonia C.A.Armstr. (SUI) = Ferocactus Britton & Rose
        - Brittonrosea Speg. (SUS) = Echinocactus Link & Otto
        - Browningia Britton & Rose
        - Buiningia Buxb. = Coleocephalocereus Backeb.
        - Cactodendron Bigelow (SUI) = Opuntia Mill.
        - Cactus Britton & Rose (SUH) = Melocactus Link & Otto
        - Cactus L. (SUS) = Mammillaria Haw.
        - Cactus Lem. (SUH) = Opuntia Mill.
        - Calymmanthium F.Ritter
        - Carnegiea Britton & Rose
        - Cassyta J.Mill. (SUH) = Rhipsalis Gaertn.
        - Cassytha Mill. (SUH) = Rhipsalis Gaertn.
        - Castellanosia Cardenas = Browningia Britton & Rose
        - Cephalocereus Pfeiff.
        - Cephalocleistocactus F.Ritter = Cleistocactus Lem.
        - Cephalomammillaria Fric = Epithelantha F.A.C.Weber ex Britton & Rose
        - Ceratistes Labour. (SUI) = Eriosyce Phil.
        - Cereus Mill.
        - Chaffeyopuntia Fric & Schelle = Opuntia Mill.
        - Chamaecereus Britton & Rose = Echinopsis Zucc.
        - Chamaelobivia Y.Ito (SUI) = Echinopsis Zucc.
        - Chiapasia Britton & Rose = Disocactus Lindl.
        - Chichipia Backeb. (SUI) = Polaskia Backeb.
        - Chilenia Backeb. [1935] (SUI) = Neoporteria Britton & Rose
        - Chilenia Backeb. [1938] = Neoporteria Britton & Rose
        - Chilenia Backeb. [1939] = Neoporteria Britton & Rose
        - Chileniopsis Backeb. = Neoporteria Britton & Rose
        - Chileocactus Fric (SUI) = Neoporteria Britton & Rose
        - Chileorebutia Fric (SUI) = Neoporteria Britton & Rose
        - Chiliorebutia Fric (SUO) = Neoporteria Britton & Rose
        - Chilita Orcutt = Mammillaria Haw.
        - Chrysocactus Y.Ito (SUI) = Parodia Speg.
        - Cinnabarinea Fric ex F.Ritter = Echinopsis Zucc.
        - Cipocereus F.Ritter
        - Clavarioidia Kreuz. (SUI) = Opuntia Mill.
        - Cleistocactus Lem.
        - Cleistocereus Fric & Kreuz. (SUO) = Cleistocactus Lem.
        - Clistanthocereus Backeb. = Cleistocactus Lem.
        - Cochemiea (K.Brandegee) Walton = Mammillaria Haw.
        - Cochiseia Earle = Escobaria Britton & Rose
        - Coleocephalocereus Backeb.
        - Coloradoa Boissev. & Davidson = Sclerocactus Britton & Rose
        - Consolea Lem. = Opuntia Mill.
        - Copiapoa Britton & Rose
        - Corryocactus Britton & Rose
        - Corryocereus Fric & Kreuz. (SUO) = Corryocactus Britton & Rose
        - Corynopuntia F.M.Knuth = Opuntia Mill.
        - Coryphantha (Engelm.) Lem.
        - Cryptocereus Alexander = Selenicereus (A.Berger) Britton & Rose
        - Cullmannia Distefano = Peniocereus (A.Berger) Britton & Rose
        - Cumarinia Buxb. = Coryphantha (Engelm.) Lem.
        - Cumulopuntia F.Ritter = Opuntia Mill.
        - Cylindropuntia (Engelm.) F.M.Knuth = Opuntia Mill.
        - Cylindrorebutia Fric & Kreuz. = Rebutia K.Schum.
        - Dactylanthocactus Y.Ito = Parodia Speg.
        - Deamia Britton & Rose = Selenicereus (A.Berger) Britton & Rose
        - Delaetia Backeb. (SUI) = Neoporteria Britton & Rose
        - Demnosa Fric = Cleistocactus Lem.
        - Dendrocereus Britton & Rose = Acanthocereus (Engelm. ex A.Berger) Britton & Rose
        - Denmoza Britton & Rose
        - Digitorebutia Fric & Kreuz. = Rebutia K.Schum.
        - Diploperianthium F.Ritter (SUI) = Calymmanthium F.Ritter
        - Discocactus Pfeiff.
        - Disisocactus Kunze (SUS) = Disocactus Lindl.
        - Disocactus Lindl.
        - Disocereus Fric & Kreuz. (SUO) = Disocactus Lindl.
        - Dolichothele (K.Schum.) Britton & Rose = Mammillaria Haw.
        - Dracocactus Y.Ito (SUI) = Neoporteria Britton & Rose
        - Ebnerella Buxb. (SUS) = Mammillaria Haw.
        - Eccremocactus Britton & Rose = Weberocereus Britton & Rose
        - Eccremocereus Fric & Kreuz. (SUO) = Weberocereus Britton & Rose
        - Echinocactus Fabr. (SUH) = Melocactus Link & Otto
        - Echinocactus Link & Otto
        - Echinocereus Engelm.
        - Echinofossulocactus Britton & Rose (SUH) = Stenocactus (K.Schum.) A.W.Hill
        - Echinofossulocactus Lawr. = Echinocactus Link & Otto
        - Echinolobivia Y.Ito (SUI) = Echinopsis Zucc.
        - Echinomastus Britton & Rose = Sclerocactus Britton & Rose
        - Echinonyctanthus Lem. (SUS) = Echinopsis Zucc.
        - Echinopsis Zucc.
        - Echinorebutia Fric (SUI) = Rebutia K.Schum.
        - Efossus Orcutt (SUO) = Stenocactus (K.Schum.) A.W.Hill
        - Encephalocarpus A.Berger = Pelecyphora Ehrenb.
        - Eomatucana F.Ritter = Oreocereus (A.Berger) Riccob.
        - Epiphyllanthus A.Berger = Schlumbergera Lem.
        - Epiphyllopsis Backeb. & F.M.Knuth = Hatiora Britton & Rose
        - Epiphyllum Haw.
        - Epiphyllum Pfeiff. (SUH) = Schlumbergera Lem.
        - Epithelantha F.A.C.Weber ex Britton & Rose
        - Erdisia Britton & Rose = Corryocactus Britton & Rose
        - Eriocactus Backeb. (SUS) = Parodia Speg.
        - Eriocephala Backeb. = Parodia Speg.
        - Eriocereus Riccob. = Harrisia Britton
        - Eriosyce Phil.
        - Erythrocereus Houghton
        - Erythrorhipsalis A.Berger = Rhipsalis Gaertn.
        - Escobaria Britton & Rose
        - Escobesseya Hester = Escobaria Britton & Rose
        - Escontria Rose
        - Espostoa Britton & Rose
        - Espostoopsis Buxb.
        - Eulychnia Phil.
        - Eulychnocactus Backeb. (SUI) = Corryocactus Britton & Rose
        - Euporteria Kreuz. & Buining = Neoporteria Britton & Rose
        - Eurebutia Fric (SUI) = Rebutia K.Schum.
        - Facheiroa Britton & Rose
        - Ferocactus Britton & Rose
        - Ficindica St.-Lag. = Opuntia Mill.
        - Floresia Krainz & F.Ritter ex Backeb. (SUI) = Haageocereus Backeb.
        - Floribunda F.Ritter = Cipocereus F.Ritter
        - Fobea Fric (SUI) = Escobaria Britton & Rose
        - Frailea Britton & Rose
        - Friesia Fric (SUI) = Parodia Speg.
        - Furiolobivia Y.Ito (SUI) = Echinopsis Zucc.
        - Gerocephalus F.Ritter (SUS) = Espostoopsis Buxb.
        - Glandulicactus Backeb. = Sclerocactus Britton & Rose
        - Glandulifera Fric (SUH) = Coryphantha (Engelm.) Lem.
        - Grusonia F.Rchb. ex Britton & Rose = Opuntia Mill.
        - Gymnantha Y.Ito = Rebutia K.Schum.
        - Gymnanthocereus Backeb. = Cleistocactus Lem.
        - Gymnocactus Backeb. = Turbinicarpus (Backeb.) Buxb. & Backeb.
        - Gymnocactus John & Riha (SUH) = Turbinicarpus (Backeb.) Buxb. & Backeb.
        - Gymnocalycium Pfeiff.
        - Gymnocereus Rauh & Backeb. = Browningia Britton & Rose
        - Haagea Fric (SUH) = Mammillaria Haw.
        - Haageocactus Backeb. (SUI) = Haageocereus Backeb.
        - Haageocereus Backeb.
        - Hamatocactus Britton & Rose = Thelocactus (K.Schum.) Britton & Rose
        - Hariota Adans. (SUS) = Rhipsalis Gaertn.
        - Hariota DC. (SUH) = Hatiora Britton & Rose
        - Harrisia Britton
        - Haseltonia Backeb. = Cephalocereus Pfeiff.
        - Hatiora Britton & Rose
        - Heliabravoa Backeb. = Polaskia Backeb.
        - Helianthocereus Backeb. = Echinopsis Zucc.
        - Heliocereus (A.Berger) Britton & Rose = Disocactus Lindl.
        - Hertrichocereus Backeb. = Stenocereus (A.Berger) Riccob.
        - Heterolobivia Y.Ito (SUI) = Echinopsis Zucc.
        - Hickenia Britton & Rose (SUH) = Parodia Speg.
        - Hildewintera F.Ritter = Cleistocactus Lem.
        - Hildmannia Kreuz. & Buining (SUS) = Neoporteria Britton & Rose
        - Homalocephala Britton & Rose = Echinocactus Link & Otto
        - Horridocactus Backeb. = Neoporteria Britton & Rose
        - Hylocereus (A.Berger) Britton & Rose
        - Hymenorebulobivia Fric (SUI) = Echinopsis Zucc.
        - Hymenorebutia Fric ex Buining = Echinopsis Zucc.
        - Islaya Backeb. = Neoporteria Britton & Rose
        - Isolatocereus (Backeb.) Backeb. = Stenocereus (A.Berger) Riccob.
        - Jasminocereus Britton & Rose
        - Krainzia Backeb. = Mammillaria Haw.
        - Lactomammillaria Fric (SUI) = Mammillaria Haw.
        - Lasiocereus F.Ritter = Haageocereus Backeb.
        - Lemaireocereus Britton & Rose = Pachycereus (A.Berger) Britton & Rose
        - Leocereus Britton & Rose
        - Lepidocoryphantha Backeb. = Coryphantha (Engelm.) Lem.
        - Lepismium Pfeiff.
        - Leptocereus (A.Berger) Britton & Rose
        - Leptocladia Buxb. (SUH) = Mammillaria Haw.
        - Leptocladodia Buxb. = Mammillaria Haw.
        - Leuchtenbergia Hook.
        - Leucostele Backeb. = Echinopsis Zucc.
        - Lobeira Alexander = Disocactus Lindl.
        - Lobirebutia Fric (SUI) = Echinopsis Zucc.
        - Lobivia Britton & Rose = Echinopsis Zucc.
        - Lobiviopsis Fric (SUI) = Echinopsis Zucc.
        - Lophocereus (A.Berger) Britton & Rose = Pachycereus (A.Berger) Britton & Rose
        - Lophophora J.M.Coult.
        - Loxanthocereus Backeb. = Cleistocactus Lem.
        - Lymanbensonia Kimnach = Lepismium Pfeiff.
        - Machaerocereus Britton & Rose = Stenocereus (A.Berger) Riccob.
        - Maierocactus E.C.Rost = Astrophytum Lem.
        - Maihuenia (F.A.C.Weber) K.Schum.
        - Maihueniopsis Speg. = Opuntia Mill.
        - Malacocarpus Salm-Dyck (SUH) = Parodia Speg.
        - Mamillaria F.Rchb. (SUO) = Mammillaria Haw.
        - Mamillopsis E.Morren ex Britton & Rose = Mammillaria Haw.
        - Mammariella Shafer (SUI) = Mammillaria Haw.
        - Mammilaria Torr. & A.Gray (SUO) = Mammillaria Haw.
        - Mammillaria Haw.
        - Mammilloydia Buxb.
        - Marenopuntia Backeb. = Opuntia Mill.
        - Marginatocereus (Backeb.) Backeb. = Pachycereus (A.Berger) Britton & Rose
        - Maritimocereus Akers = Cleistocactus Lem.
        - Marniera Backeb. = Selenicereus (A.Berger) Britton & Rose
        - Marshallocereus Backeb. = Stenocereus (A.Berger) Riccob.
        - Matucana Britton & Rose = Oreocereus (A.Berger) Riccob.
        - Mediocactus Britton & Rose = Disocactus Lindl.
        - Mediocereus Fric & Kreuz. (SUO) = Disocactus Lindl.
        - Mediolobivia Backeb. = Rebutia K.Schum.
        - Mediorebutia Fric (SUI) = Rebutia K.Schum.
        - Megalobivia Y.Ito (SUI) = Echinopsis Zucc.
        - Melocactus Link & Otto
        - Mesechinopsis Y.Ito = Echinopsis Zucc.
        - Meyenia Backeb. (SUH) = Weberbauerocereus Backeb.
        - Micranthocereus Backeb.
        - Micropuntia Daston = Opuntia Mill.
        - Microspermia Fric = Parodia Speg.
        - Mila Britton & Rose
        - Miqueliopuntia Fric ex F.Ritter = Opuntia Mill.
        - Mirabella F.Ritter = Cereus Mill.
        - Mitrocereus (Backeb.) Backeb. = Pachycereus (A.Berger) Britton & Rose
        - Monvillea Britton & Rose = Acanthocereus (Engelm. ex A.Berger) Britton & Rose
        - Morangaya G.D.Rowley = Echinocereus Engelm.
        - Morawetzia Backeb. = Oreocereus (A.Berger) Riccob.
        - Myrtillocactus Console
        - Myrtillocereus Fric & Kreuz. (SUO) = Myrtillocactus Console
        - Napina Fric (SUI) = Neolloydia Britton & Rose
        - Navajoa Croizat = Pediocactus Britton & Rose
        - Neoabbottia Britton & Rose = Leptocereus (A.Berger) Britton & Rose
        - Neobesseya Britton & Rose = Escobaria Britton & Rose
        - Neobinghamia Backeb. = Haageocereus Backeb.
        - Neobuxbaumia Backeb.
        - Neocardenasia Backeb. = Neoraimondia Britton & Rose
        - Neochilenia Backeb. ex Dolz = Neoporteria Britton & Rose
        - Neodawsonia Backeb. = Cephalocereus Pfeiff.
        - Neoevansia W.T.Marshall = Peniocereus (A.Berger) Britton & Rose
        - Neogomesia Castaneda = Ariocarpus Scheidw.
        - Neogomezia Buxb. (SUO) = Ariocarpus Scheidw.
        - Neogymnantha Y.Ito (SUI) = Rebutia K.Schum.
        - Neohickenia Fric = Parodia Speg.
        - Neolemaireocereus Backeb. (SUS) = Stenocereus (A.Berger) Riccob.
        - Neolloydia Britton & Rose
        - Neolobivia Y.Ito = Echinopsis Zucc.
        - Neomammillaria Britton & Rose (SUS) = Mammillaria Haw.
        - Neoporteria Backeb. (SUH) = Neoporteria Britton & Rose
        - Neoporteria Britton & Rose
        - Neoraimondia Britton & Rose
        - Neotanahashia Y.Ito = Neoporteria Britton & Rose
        - Neowerdermannia Fric
        - Nichelia Bullock (SUI) = Neoporteria Britton & Rose
        - Nopalea Salm-Dyck = Opuntia Mill.
        - Nopalxochia Britton & Rose = Disocactus Lindl.
        - Normanbokea Kladiwa & Buxb. = Neolloydia Britton & Rose
        - Notocactus (K.Schum.) Fric = Parodia Speg.
        - Nyctocereus (A.Berger) Britton & Rose = Peniocereus (A.Berger) Britton & Rose
        - Obregonia Fric
        - Oehmea Buxb. = Mammillaria Haw.
        - Opuntia Mill.
        - Opuntiopsis Knebel (SUI) = Schlumbergera Lem.
        - Oreocereus (A.Berger) Riccob.
        - Oroya Britton & Rose = Oreocereus (A.Berger) Riccob.
        - Ortegocactus Alexander
        - Pachycereus (A.Berger) Britton & Rose
        - Parodia Speg.
        - Parviopuntia Soulaire & Marn.-Lap. (SUI) = Opuntia Mill.
        - Pediocactus Britton & Rose
        - Peirescia Zucc. (SUO) = Pereskia Mill.
        - Peireskia Steud. (SUO) = Pereskia Mill.
        - Peireskiopsis Vaupel (SUO) = Pereskiopsis Britton & Rose
        - Pelecyphora Ehrenb.
        - Peniocereus (A.Berger) Britton & Rose
        - Perescia Lem. (SUO) = Pereskia Mill.
        - Pereskia Mill.
        - Pereskiopsis Britton & Rose
        - Peruvocereus Akers = Haageocereus Backeb.
        - Pfeiffera Salm-Dyck = Lepismium Pfeiff.
        - Phellosperma Britton & Rose = Mammillaria Haw.
        - Philippicereus Backeb. = Eulychnia Phil.
        - Phyllarthus Neck. ex M.Gomez (SUI) = Opuntia Mill.
        - Phyllocactus Link (SUS) = Epiphyllum Haw.
        - Phyllocereus Miq. = Epiphyllum Haw.
        - Pilocanthus B.W.Benson & Backeb. = Pediocactus Britton & Rose
        - Pilocereus K.Schum. (SUH) = Pilosocereus Byles & Rowley
        - Pilocereus Lem. (SUS) = Cephalocereus Pfeiff.
        - Pilocopiapoa F.Ritter = Copiapoa Britton & Rose
        - Pilopsis Y.Ito (SUI) = Echinopsis Zucc.
        - Pilosocereus Byles & Rowley
        - Piptanthocereus (A.Berger) Riccob. = Cereus Mill.
        - Polaskia Backeb.
        - Porfiria Boed. = Mammillaria Haw.
        - Praecereus Buxb. = Cereus Mill.
        - Pseudoacanthocereus F.Ritter
        - Pseudoechinocereus Buining (SUI) = Cleistocactus Lem.
        - Pseudoespostoa Backeb. = Espostoa Britton & Rose
        - Pseudolobivia (Backeb.) Backeb. = Echinopsis Zucc.
        - Pseudomammillaria Buxb. = Mammillaria Haw.
        - Pseudomitrocereus Bravo & Buxb. = Neobuxbaumia Backeb.
        - Pseudonopalxochia Backeb. = Disocactus Lindl.
        - Pseudopilocereus Buxb. = Pilosocereus Byles & Rowley
        - Pseudorhipsalis Britton & Rose
        - Pseudosolisia Y.Ito (SUS) = Neolloydia Britton & Rose
        - Pseudotephrocactus Fric = Opuntia Mill.
        - Pseudozygocactus Backeb. = Hatiora Britton & Rose
        - Pterocactus K.Schum.
        - Pterocereus T.MacDoug. & Miranda
        - Puna Kiesling = Opuntia Mill.
        - Pygmaeocereus J.H.Johnson & Backeb. = Echinopsis Zucc.
        - Pyrrhocactus Backeb. & F.M.Knuth = Neoporteria Britton & Rose
        - Quiabentia Britton & Rose
        - Rapicactus Buxb. & Oehme = Turbinicarpus (Backeb.) Buxb. & Backeb.
        - Rathbunia Britton & Rose
        - Rauhocereus Backeb. = Weberbauerocereus Backeb.
        - Rebulobivia Fric (SUI) = Echinopsis Zucc.
        - Rebutia K.Schum.
        - Reicheocactus Backeb. = Rebutia K.Schum.
        - Rhipsalidopsis Britton & Rose = Hatiora Britton & Rose
        - Rhipsalis Gaertn.
        - Rhodocactus (A.Berger) F.M.Knuth = Pereskia Mill.
        - Ritterocereus Backeb. = Stenocereus (A.Berger) Riccob.
        - Rodentiophila F.Ritter ex Backeb. (SUI) = Eriosyce Phil.
        - Rooksbya Backeb. = Neobuxbaumia Backeb.
        - Roseia Fric (SUI) = Coryphantha (Engelm.) Lem.
        - Roseocactus A.Berger = Ariocarpus Scheidw.
        - Roseocereus Backeb. = Harrisia Britton
        - Salmiopuntia Fric (SUI) = Opuntia Mill.
        - Salpingolobivia Y.Ito = Echinopsis Zucc.
        - Samaipaticereus Cardenas
        - Schlumbergera Lem.
        - Sclerocactus Britton & Rose
        - Scoparebutia Fric & Kreuz. ex Buining = Echinopsis Zucc.
        - Selenicereus (A.Berger) Britton & Rose
        - Sericocactus Y.Ito = Parodia Speg.
        - Seticereus Backeb. = Cleistocactus Lem.
        - Seticleistocactus Backeb. = Cleistocactus Lem.
        - Setiechinopsis (Backeb.) de Haas = Echinopsis Zucc.
        - Setirebutia Fric & Kreuz. (SUI) = Rebutia K.Schum.
        - Siccobaccatus P.J.Braun & Esteves = Micranthocereus Backeb.
        - Soehrensia Backeb. = Echinopsis Zucc.
        - Solisia Britton & Rose = Mammillaria Haw.
        - Spegazzinia Backeb. (SUH) = Rebutia K.Schum.
        - Spinicalycium Fric (SUI) = Acanthocalycium Backeb.
        - Stenocactus (K.Schum.) A.W.Hill
        - Stenocereus (A.Berger) Riccob.
        - Stephanocereus A.Berger
        - Stetsonia Britton & Rose
        - Stromatocactus Karw. ex Rumpler (SUI) = Ariocarpus Scheidw.
        - Strombocactus Britton & Rose
        - Strophocactus Britton & Rose = Selenicereus (A.Berger) Britton & Rose
        - Strophocereus Fric & Kreuz. (SUO) = Selenicereus (A.Berger) Britton & Rose
        - Submatucana Backeb. = Oreocereus (A.Berger) Riccob.
        - Subpilocereus Backeb. = Cereus Mill.
        - Subulatopuntia Fric & Schelle = Opuntia Mill.
        - Sulcorebutia Backeb. = Rebutia K.Schum.
        - Tacinga Britton & Rose
        - Tephrocactus Lem. = Opuntia Mill.
        - Thelocactus (K.Schum.) Britton & Rose
        - Thelocephala Y.Ito = Neoporteria Britton & Rose
        - Thelomastus Fric (SUI) = Thelocactus (K.Schum.) Britton & Rose
        - Thrixanthocereus Backeb. = Espostoa Britton & Rose
        - Toumeya Britton & Rose = Sclerocactus Britton & Rose
        - Trichocereus (A.Berger) Riccob. = Echinopsis Zucc.
        - Trochilocactus Linding. = Disocactus Lindl.
        - Tunas Lunell = Opuntia Mill.
        - Turbinicarpus (Backeb.) Buxb. & Backeb.
        - Uebelmannia Buining
        - Utahia Britton & Rose = Pediocactus Britton & Rose
        - Vatricania Backeb. = Espostoa Britton & Rose
        - Weberbauerocereus Backeb.
        - Weberiopuntia Fric = Opuntia Mill.
        - Weberocereus Britton & Rose
        - Weingartia Werderm. = Rebutia K.Schum.
        - Werckleocereus Britton & Rose = Weberocereus Britton & Rose
        - Wigginsia D.M.Porter = Parodia Speg.
        - Wilcoxia Britton & Rose = Echinocereus Engelm.
        - Wilmattea Britton & Rose = Hylocereus (A.Berger) Britton & Rose
        - Winteria F.Ritter (SUH) = Cleistocactus Lem.
        - Winterocereus Backeb. (SUH) = Cleistocactus Lem.
        - Wittia K.Schum. (SUH) = Disocactus Lindl.
        - Wittiocactus Rauschert = Disocactus Lindl.
        - Yungasocereus F.Ritter = Haageocereus Backeb.
        - Zehntnerella Britton & Rose = Facheiroa Britton & Rose
        - Zygocactus K.Schum. = Schlumbergera Lem.
        - Zygocereus Fric & Kreuz. (SUO) = Schlumbergera Lem.

      - Giseckiaceae
        - Manquen gèneres de Giseckiaceae.

  - (sense nom)
    - Santalales
      - Erythropalaceae
        - Manquen gèneres de Erythropalaceae.

      - "Olacaceae" probablemente parafilético.
        - Anacolosa
        - Aptandra
        - Brachynema
        - Cathedra
        - Chaunochiton
        - Coula
        - Curupira
        - Diogoa
        - Douradoa
        - Dulacia
        - Erythropalum
        - Harmandia
        - Heisteria
        - Malania
        - Minquartia
        - Ochanostachys
        - Octoknema
        - Olax
        - Ongokea
        - Phanerodiscus
        - Ptychopetalum
        - Schoepfia
        - Scorodocarpus
        - Strombosia
        - Strombosiopsis
        - Tetrastylidium
        - Ximenia

      - Misodendraceae
        - Misodendron

      - Schoepfiaceae
        - Arjona
        - Quinchamalium
        - Schoepfia

      - Loranthaceae
        - Aciella Tiegh. = Amylotheca Tiegh.
        - Acranthemum Tiegh. = Agelanthus Tiegh.
        - Acrostachys (Benth.) Tiegh. = Helixanthera Lour.
        - Acrostephanus Tiegh. = Tapinanthus (Blume) Blume
        - Actinanthella Balle
        - Aetanthus (Eichler) Engl.
        - Agelanthus Tiegh.
        - Alepis Tiegh.
        - Allohemia Raf. = Oryctanthus (Griseb.) Eichler
        - Alveolina Tiegh. = Psittacanthus Mart.
        - Amyema Tiegh.
        - Amylotheca Tiegh.
        - Antriba Raf. = Scurrula L.
        - Apodina Tiegh. = Psittacanthus Mart.
        - Arculus Tiegh. = Amylotheca Tiegh.
        - Arthraxella Nakai = Psittacanthus Mart.
        - Arthraxon Tiegh. (SUH) = Psittacanthus Mart.
        - Atkinsonia F.Muell.
        - Bakerella Tiegh.
        - Barathranthus (Korth.) Miq.
        - Beccarina Tiegh. (SUS) = Trithecanthera Tiegh.
        - Benthamina Tiegh.
        - Berhautia Balle
        - Blumella Tiegh. = Elytranthe (Blume) Blume
        - Botryoloranthus (Engl. & K.Krause) Balle = Oedina Tiegh.
        - Candollina Tiegh. = Amyema Tiegh.
        - Cecarria Barlow
        - Chatinia Tiegh. = Psittacanthus Mart.
        - Chiridium Tiegh. = Helixanthera Lour.
        - Chorilepidella Tiegh. = Lepidaria Tiegh.
        - Chorilepis Tiegh. = Lepidaria Tiegh.
        - Choristegeres Tiegh. = Lepeostegeres Blume
        - Choristegia Tiegh. = Lepeostegeres Blume
        - Cichlanthus (Endl.) Tiegh. = Scurrula L.
        - Cladocolea Tiegh.
        - Cleistoloranthus Merr. = Amyema Tiegh.
        - Coleobotrys Tiegh. = Helixanthera Lour.
        - Cyathiscus Tiegh. = Barathranthus (Korth.) Miq.
        - Cyne Danser
        - Dactyliophora Tiegh.
        - Danserella Balle (SUI) = Oncocalyx Tiegh.
        - Decaisnina Tiegh.
        - Dendropemon (Blume) Rchb.
        - Dendrophthoe Mart.
        - Dentimetula Tiegh. = Agelanthus Tiegh.
        - Desmaria Tiegh.
        - Desrousseauxia Tiegh. = Aetanthus (Eichler) Engl.
        - Dicymanthes Danser = Amyema Tiegh.
        - Diplatia Tiegh.
        - Dipodophyllum Tiegh. = Psittacanthus Mart.
        - Distrianthes Danser
        - Dithecina Tiegh. = Helixanthera Lour.
        - Eichlerina Tiegh. = Struthanthus Mart.
        - Elytranthe (Blume) Blume
        - Emelianthe Danser
        - Englerina Tiegh.
        - Epicoila Raf. = Tristerix Mart.
        - Erianthemum Tiegh.
        - Etubila Raf. = Dendrophthoe Mart.
        - Furarium Rizzini = Oryctanthus (Griseb.) Eichler
        - Furcilla Tiegh. (SUH) = Muellerina Tiegh.
        - Gaiadendron G.Don
        - Globimetula Tiegh.
        - Glossidea Tiegh. = Psittacanthus Mart.
        - Glutago Comm. ex Poir. = Oryctanthus (Griseb.) Eichler
        - Helicanthera Roem. & Schult. (SUO) = Helixanthera Lour.
        - Helicanthes Danser
        - Helicia Pers. (SUH) = Helixanthera Lour.
        - Helixanthera Lour.
        - Hemiarthron Tiegh. = Psittacanthus Mart.
        - Hemitria Raf. = Phthirusa Mart.
        - Hookerella Tiegh. = Muellerina Tiegh.
        - Ileostylus Tiegh.
        - Ischnanthus (Engl.) Tiegh. (SUH) = Englerina Tiegh.
        - Isocaulon Tiegh. = Psittacanthus Mart.
        - Itacania Raf. = Elytranthe (Blume) Blume
        - Ixocactus Rizzini
        - Kingella Tiegh.
        - Lampas Danser
        - Lanthorus C.Presl = Helixanthera Lour.
        - Lepeostegeres Blume
        - Lepidaria Tiegh.
        - Lepidella Tiegh. = Lepidaria Tiegh.
        - Leucobotrys Tiegh. = Helixanthera Lour.
        - Lichtensteinia J.C.Wendl. (SUI) = Tapinanthus (Blume) Blume
        - Ligaria Tiegh.
        - Locella Tiegh. = Taxillus Tiegh.
        - Lonicera Gaertn. (SUH) = Dendrophthoe Mart.
        - Loranthus Jacq.
        - Loxania Tiegh. = Cladocolea Tiegh.
        - Loxanthera (Blume) Blume
        - Lysiana Tiegh.
        - Macrocalyx Tiegh. = Aetanthus (Eichler) Engl.
        - Macrosolen (Blume) Rchb.
        - Maracanthus Kuijt = Oryctina Tiegh.
        - Martiella Tiegh. = Psittacanthus Mart.
        - Meiena Raf. = Dendrophthoe Mart.
        - Meranthera Tiegh. = Psittacanthus Mart.
        - Merismia Tiegh. (SUH) = Psittacanthus Mart.
        - Metastachys (Benth.) Tiegh. = Tristerix Mart.
        - Metula Tiegh. = Phragmanthera Tiegh.
        - Moquinia Spreng. (SUH) = Moquiniella Balle
        - Moquiniella Balle
        - Muellerina Tiegh.
        - Neamyza Tiegh. = Peraxilla Tiegh.
        - Neophylum Tiegh. = Amyema Tiegh.
        - Notanthera (DC.) G.Don
        - Nuytsia R.Br. ex G.Don
        - Odontella Tiegh. (SUH) = Oncocalyx Tiegh.
        - Oedina Tiegh.
        - Oliverella Tiegh.
        - Oncella Tiegh.
        - Oncocalyx Tiegh.
        - Oryctanthus (Griseb.) Eichler
        - Oryctina Tiegh.
        - Panamanthus Kuijt
        - Papuanthes Danser
        - Pasovia H.Karst. = Phthirusa Mart.
        - Passowia H.Karst. (SUO) = Phthirusa Mart.
        - Pedistylis Wiens
        - Peraxilla Tiegh.
        - Perella (Tiegh.) Tiegh. = Peraxilla Tiegh.
        - Peristethium Tiegh. = Struthanthus Mart.
        - Phoenicanthemum (Blume) Blume = Helixanthera Lour.
        - Phragmanthera Tiegh.
        - Phrygilanthus Eichler = Notanthera (DC.) G.Don
        - Phthirusa Mart.
        - Phyllodesmis Tiegh. = Taxillus Tiegh.
        - Phyllostephanus Tiegh. = Aetanthus (Eichler) Engl.
        - Pilostigma Tiegh. = Amyema Tiegh.
        - Plicosepalus Tiegh.
        - Psathyranthus Ule
        - Psittacanthus Mart.
        - Ptychostylus Tiegh. = Struthanthus Mart.
        - Rhizanthemum Tiegh. = Amyema Tiegh.
        - Rhizomonanthes Danser
        - Schimperina Tiegh. = Agelanthus Tiegh.
        - Scurrula L.
        - Septimetula Tiegh. = Phragmanthera Tiegh.
        - Septulina Tiegh.
        - Socratina Balle
        - Sogerianthe Danser
        - Solenocalyx Tiegh. = Psittacanthus Mart.
        - Spirostylis C.Presl ex Schult. & Schult.f. = Struthanthus Mart.
        - Spragueanella Balle
        - Stegastrum Tiegh. (SUH) = Lepeostegeres Blume
        - Steirotis Raf. = Struthanthus Mart.
        - Stemmatophyllum Tiegh. = Amyema Tiegh.
        - Stephaniscus Tiegh. = Englerina Tiegh.
        - Strepsimela Raf. = Helixanthera Lour.
        - Struthanthus Mart.
        - Sycophila Welw. ex Tiegh. = Helixanthera Lour.
        - Taguaria Raf. = Gaiadendron G.Don
        - Tapinanthus (Blume) Blume
        - Tapinostemma Tiegh. = Plicosepalus Tiegh.
        - Taxillus Tiegh.
        - Tetradyas Danser
        - Thaumasianthes Danser
        - Thelecarpus Tiegh. = Phragmanthera Tiegh.
        - Tieghemia Balle = Oncocalyx Tiegh.
        - Tolypanthus (Blume) Blume
        - Treubania Tiegh. = Amylotheca Tiegh.
        - Treubella Tiegh. (SUH) = Amylotheca Tiegh.
        - Triarthron Baill. = Phthirusa Mart.
        - Trilepidea Tiegh.
        - Tripodanthus (Eichler) Tiegh.
        - Tristerix Mart.
        - Trithecanthera Tiegh.
        - Tupeia Cham. & Schltdl.
        - Ungula Barlow = Amyema Tiegh.
        - Vanwykia Wiens
        - Velvetia Tiegh. = Psittacanthus Mart.
        - Xylochlamys Domin = Amyema Tiegh.

      - Opiliaceae
        - Agonandra Miers ex Hook.f.
        - Cansjera Juss.
        - Champereia Griff.
        - Gjellerupia Lauterb.
        - Lepionurus Blume
        - Leptonium Griff. = Lepionurus Blume
        - Melientha Pierre
        - Opilia Roxb.
        - Pentarhopalopilia (Engl.) Hiepko
        - Rhopalopilia Pierre
        - Urobotrya Stapf

      - Santalaceae
        - Acanthosyris (Eichler) Griseb.
        - Allobium Miers = Phoradendron Nutt.
        - Amphorogyne Stauffer & Hurl.
        - Anthobolus R.Br.
        - Arceuthobium M.Bieb.
        - Arjona Cav.
        - Aspidixia Tiegh. = Viscum L.
        - Austroamericium Hendrych = Thesium L.
        - Bifaria Tiegh. = Korthalsella Tiegh.
        - Buckleya Torr.
        - Cervantesia Ruiz & Pav.
        - Choretrum R.Br.
        - Cladomyza Danser
        - Colpoon Bergius
        - Comandra Nutt.
        - Daenikera Hurl. & Stauffer
        - Darbya A.Gray = Nestronia Raf.
        - Dendromyza Danser
        - Dendrophthora Eichler
        - Dendrotrophe Miq.
        - Distichella Tiegh. = Dendrophthora Eichler
        - Dufrenoya Chatin
        - Elaphanthera N.Halle
        - Eucarya T.L.Mitch. = Santalum L.
        - Exocarpos Labill.
        - Fusanus L.(SUH) = Colpoon Bergius
        - Fusanus R.Br. = Santalum L.
        - Geocaulon Fernald
        - Ginalloa Korth.
        - Henslowia Blume(SUH) = Dendrotrophe Miq.
        - Heterixia Tiegh. = Korthalsella Tiegh.
        - Iodina Hook. & Arn. ex Meisn.
        - Korthalsella Tiegh.
        - Kunkeliella Stearn
        - Leptomeria R.Br.
        - Mida A.Cunn. ex Endl.
        - Myoschilos Ruiz & Pav.
        - Nanodea Banks ex C.F.Gaertn.
        - Nestronia Raf.
        - Notothixos Oliv.
        - Okoubaka Pellegr. & Normand
        - Omphacomeria (Endl.) A.DC.
        - Osyridicarpos A.DC.
        - Osyris L.
        - Phacellaria Benth.
        - Phoradendron Nutt.
        - Pyrularia Michx.
        - Quinchamalium Molina
        - Razoumofskia Hoffm. = Arceuthobium M.Bieb.
        - Rhoiacarpos A.DC.
        - Santalum L.
        - Scleromelum K.Schum. & Lauterb. = Scleropyrum Arn.
        - Scleropyrum Arn.
        - Spiciviscum Engelm. = Phoradendron Nutt.
        - Spirogardnera Stauffer
        - Thesidium Sond.
        - Thesium L.
        - Viscum L.

      - Balanophoraceae
        - Archimedea Leandro = Lophophytum Schott & Endl.
        - Balanophora J.R.Forst. & G.Forst.
        - Chlamydophytum Mildbr.
        - Corynaea Hook.f.
        - Dactylanthus Hook.f.
        - Ditepalanthus Fagerl.
        - Exorhopala Steenis
        - Hachettea Baill.
        - Helosis Rich.
        - Juellia Aspl. = Ombrophytum Poepp. ex Endl.
        - Langsdorffia Mart.
        - Lathrophytum Eichler
        - Latraeophila Leandro (SUI) = Helosis Rich.
        - Lophophytum Schott & Endl.
        - Mystropetalon Harv.
        - Ombrophytum Poepp. ex Endl.
        - Rhopalocnemis Jungh.
        - Sarcophyte Sparrm.
        - Scybalium Schott & Endl.
        - Thonningia Vahl

  - (sense nom)
    - Saxifragales
      - Peridiscaceae
        - Peridiscus
        - Soyauxia
        - Whittonia

      - Paeoniaceae
        - Paeonia L.

      - Altingiaceae
        - Altingia
        - Liquidambar

      - Hamamelidaceae
        - Chunia
        - Corylopsis
        - Dicoryphe
        - Disanthus
        - Distyliopsis
        - Distylium
        - Embolanthera
        - Eustigma
        - Exbucklandia
        - Fortunearia
        - Fothergilla
        - Hamamelis
        - Loropetalum
        - Maingaya
        - Matudaea
        - Molinadendron
        - Mytilaria
        - Neostrearia
        - Noahdendron
        - Ostrearia
        - Parrotia
        - Parrotiopsis
        - Rhodoleia
        - Sinowilsonia
        - Sycopsis
        - Tetrathyrium
        - Trichocladus

      - Cercidiphyllaceae
        - Cercidiphyllum Siebold & Zucc.

      - Daphniphyllaceae
        - Daphniphyllum Blume
        - Goughia Wight = Daphniphyllum Blume
        - Gyrandra Wall. (SUI) = Daphniphyllum Blume

      - Crassulaceae
        - Adromischus Lem.
        - Aeonium Webb & Berthel.
        - Afrovivella A.Berger = Rosularia (DC.) Stapf
        - Aichryson Webb & Berthel.
        - Aithales Webb & Berthel. = Sedum L.
        - Aizopsis Grulich = Sedum L.
        - Altamiranoa Rose = Villadia Rose
        - Amerosedum A.Love & D.Love = Sedum L.
        - Anacampseros Mill. (SUH) = Sedum L.
        - Asterosedum Grulich = Sedum L.
        - Breitungia A.Love & D.Love = Sedum L.
        - Bryophyllum Salisb.
        - Bulliarda DC. (SUH) = Crassula L.
        - Byrnesia Rose = Graptopetalum Rose
        - Cepaea Fabr. = Sedum L.
        - Chamaerhodiola Nakai = Rhodiola L.
        - Chetyson Raf. = Sedum L.
        - Chiastophyllum (Ledeb.) A.Berger
        - Clausenellia A.Love & D.Love = Sedum L.
        - Clementsia Rose = Rhodiola L.
        - Cockerellia A.Love & D.Love = Sedum L.
        - Combesia A.Rich. = Crassula L.
        - Congdonia Jeps. (SUH) = Sedum L.
        - Corynephyllum Rose = Sedum L.
        - Cotyledon L.
        - Cotyliphyllum Link = Cotyledon L.
        - Courantia Lem. = Echeveria DC.
        - Crassula L.
        - Cremnophila Rose
        - Danielia Lem. = Crassula L.
        - Diamorpha Nutt.
        - Dinacria Haw. = Crassula L.
        - Diopogon Jord. & Fourr. = Sempervivum L.
        - Dudleya Britton & Rose
        - Echeveria DC.
        - Etiosedum A.Love & D.Love = Sedum L.
        - Gomara Adans. = Crassula L.
        - Gormania Britton = Sedum L.
        - Grammanthes DC. = Crassula L.
        - Graptopetalum Rose
        - × Graptoveria G.D.Rowley
        - Greenovia Webb & Berthel.
        - Hasseanthus Rose = Dudleya Britton & Rose
        - Helladia M.Kral = Sedum L.
        - Hjaltalinia A.Love & D.Love = Sedum L.
        - Hylotelephium H.Ohba
        - Hypagophytum A.Berger
        - Jovibarba (DC.) Opiz = Sempervivum L.
        - Kalanchoe Adans.
        - Keratolepis Rose ex Frod. = Sedum L.
        - Kirpicznikovia A.Love & D.Love = Rhodiola L.
        - Kitchingia Baker = Kalanchoe Adans.
        - Lenophyllum Rose
        - Leucosedum Fourr. = Sedum L.
        - Macrobia (Webb & Berthel.) G.Kunkel = Aichryson Webb & Berthel.
        - Macrosepalum Regel & Schmalh. = Sedum L.
        - Megalonium (Berger) Kunkel = Aeonium Webb & Berthel.
        - Meterostachys Nakai
        - Monanthella A.Berger = Rosularia (DC.) Stapf
        - Monanthes Haw.
        - Mucizonia (DC.) A.Berger
        - Oliveranthus Rose = Echeveria DC.
        - Oreosedum Grulich = Sedum L.
        - Orostachys Fisch. ex A.Berger
        - Pachyphytum Link, Klotzsch & Otto
        - Pagella Schonl. = Crassula L.
        - Parvisedum R.T.Clausen = Sedella Britton & Rose
        - Perrierosedum (A.Berger) H.Ohba
        - Petrophyes Webb & Berthel. = Monanthes Haw.
        - Petrosedum Grulich = Sedum L.
        - Phedimus Raf. = Sedum L.
        - Pistorinia DC.
        - Poenosedum Holub = Rhodiola L.
        - Procrassula Griseb. = Sedum L.
        - Prometheum (A.Berger) H.Ohba
        - Pseudorosularia Gurgen. = Prometheum (A.Berger) H.Ohba
        - Pseudosedum (Boiss.) A.Berger
        - Rhodiola L.
        - Rhopalota N.E.Br. = Crassula L.
        - Rochea DC. = Crassula L.
        - Rosularia (DC.) Stapf
        - Sedastrum Rose = Sedum L.
        - Sedella Britton & Rose
        - Sedella Fourr. (SUI) = Sedum L.
        - × Sedeveria E.Walther
        - Sedum L.
        - Sempervivella Stapf = Rosularia (DC.) Stapf
        - Sempervivum L.
        - Sinocrassula A.Berger
        - Spathulata (Boriss.) A.Love & D.Love = Sedum L.
        - Stylophyllum Britton & Rose = Dudleya Britton & Rose
        - Tacitus Moran = Graptopetalum Rose
        - Telmissa Fenzl
        - Tetradium Dulac (SUH) = Rhodiola L.
        - Tetrorum Rose = Sedum L.
        - Thompsonella Britton & Rose
        - Tillaea L. = Crassula L.
        - Tillaeastrum Britton = Crassula L.
        - Tolmachevia A.Love & D.Love = Rhodiola L.
        - Triactina Hook.f. & Thomson = Sedum L.
        - Tylecodon Toelken
        - Umbilicus DC.
        - Urbinia Rose = Echeveria DC.
        - Vauanthes Haw. = Crassula L.
        - Villadia Rose

      - Aphanopetalaceae
        - Un sol gènere

      - Tetracarpaeaceae
        - Tetracarpaea
          - Tetracarpaea tasmannica

      - Penthoraceae
        - Penthorum L.

      - Haloragaceae
        - Glischrocaryon Endl.
        - Gonocarpus Thunb.
        - Haloragis J.R.Forst. & G.Forst.
        - Haloragodendron Orchard
        - Laurembergia Bergius
        - Loudonia Lindl. = Glischrocaryon Endl.
        - Meionectes R.Br. = Haloragis J.R.Forst. & G.Forst.
        - Meziella Schindl.
        - Myriophyllum L.
        - Proserpinaca L.
        - Vinkia Meijden

      - Iteaceae
        - Choristylis
        - Itea

      - Pterostemonaceae
        - Pterostemon Schauer

      - Grossulariaceae
        - Botrycarpum A.Rich. = Ribes L.
        - Botryocarpium Spach = Ribes L.
        - Calobotrya Spach = Ribes L.
        - Cerophyllum Spach = Ribes L.
        - Chrysobotrya Spach = Ribes L.
        - Coreosma Spach = Ribes L.
        - Grossularia Mill. = Ribes L.
        - Liebichia Opiz = Ribes L.
        - Rebis Spach = Ribes L.
        - Ribes L.
        - Ribesium Medik. = Ribes L.
        - Rolsonia Rchb. = Ribes L.

      - Saxifragaceae
        - Aceriphyllum Engl.(SUH) = Mukdenia Koidz.
        - Astilbe Buch.-Ham. ex G.Don
        - Astilboides (Hemsl.) Engl.
        - Bensonia Abrams & Bacig.(SUH) = Bensoniella C.V.Morton
        - Bensoniella C.V.Morton
        - Bergenia Moench
        - Bolandra A.Gray
        - Boykinia Nutt.
        - Chrysosplenium L.
        - Conimitella Rydb.
        - Darmera Voss
        - Drummondia DC. = Mitella L.
        - Elmera Rydb.
        - Hemieva Raf. = Suksdorfia A.Gray
        - Heuchera L.
        - × Heucherella Wehrh.
        - Hieronymusia Engl. = Suksdorfia A.Gray
        - Hoteia C.Morren & Decne. = Astilbe Buch.-Ham. ex G.Don
        - Jepsonia Small
        - Leptarrhena R.Br.
        - Leptaxis Raf. = Tolmiea Torr. & A.Gray
        - Lithophragma (Nutt.) Torr. & A.Gray
        - Megasea Haw. = Bergenia Moench
        - Mitella L.
        - Mitellastra Howell = Mitella L.
        - Mitellopsis Meisn. = Mitella L.
        - Mukdenia Koidz.
        - Oresitrophe Bunge
        - Ozomelis Raf. = Mitella L.
        - Panke Willd. = Francoa Cav.
        - Pectiantia Raf. = Mitella L.
        - Peltiphyllum Engl. = Darmera Voss
        - Peltoboykinia (Engl.) Hara
        - Rodgersia A.Gray
        - Saxifraga L.
        - Saxifragella Engl.
        - Saxifragodes D.M.Moore
        - Saxifragopsis Small
        - Suksdorfia A.Gray
        - Sullivantia Torr. & A.Gray
        - Tanakea Franch. & Sav.
        - Telesonix Raf. = Boykinia Nutt.
        - Tellima R.Br.
        - Tetilla DC.
        - Therofon Raf.(SUS) = Boykinia Nutt.
        - Therophon Rydb.(SUS) = Boykinia Nutt.
        - Tiarella L.
        - Tolmiea Torr. & A.Gray
        - Zahlbrucknera Rchb. = Saxifraga L.

      - Cynomoriaceae
        - Cynomorium L.

  - (sense nom)
    - Vitales
      - Vitaceae
        - Acareosperma Gagnep.
        - Ampelocissus Planch.
        - Ampelopsis Michx.
        - Cayratia Juss.
        - Cissus L.
        - Clematicissus Planch.
        - Columella Lour. = Cayratia Juss.
        - Cyphostemma (Planch.) Alston
        - Landukia Planch. = Parthenocissus Planch.
        - Leea L.
        - Nothocissus (Miq.) Latiff
        - Parthenocissus Planch.
        - Pterisanthes Blume
        - Pterocissus Urb. & Ekman
        - Rhoicissus Planch.
        - Tetrastigma (Miq.) Planch.
        - Vitis L.
        - Yua C.L.Li = Parthenocissus Planch.